# Lista nadajników naziemnej telewizji cyfrowej w Polsce
Lista zawiera spis nadajników nadających naziemną telewizję cyfrową w Polsce w standardzie DVB-T MPEG-4 oraz nadajników udostępniający sygnał testowy DVB-T2 HEVC.

## Multipleks 1
Zobacz też: Pierwszy multipleks naziemnej telewizji cyfrowej w Polsce
Zawartość MUX-1 jest niekodowana i składa się z programów:
| Nr LCN | Nazwa programu   | Logo | Data startu      | Nadawca                               | Kraj nadawania              | Język              | Napisy TTX | Napisy DVB | Typ                         | Godziny nadawania | Teletekst | HbbTV | Format obrazu |
| ------ | ---------------- | ---- | ---------------- | ------------------------------------- | --------------------------- | ------------------ | ---------- | ---------- | --------------------------- | ----------------- | --------- | ----- | ------------- |
| 12     | Eska TV HD       |      | 28 maja 2009     | Telewizja Polsat Sp. z o.o.           | Polska                      | polski             | polskie    | polskie    | muzyka, rozrywka            | 24 godziny        | tak       | tak   | 16:9 HDTV     |
| 13     | TTV HD           |      | 2 stycznia 2012  | TVN Discovery Polska                  | Polska                      | polski             | polskie    | polskie    | ogólny, rozrywka, lifestyle | 24 godziny        | tak       | tak   | 16:9 HDTV     |
| 14     | Polo TV HD       |      | 7 maja 2011      | Telewizja Polsat Sp. z o.o.           | Polska                      | polski             | polskie    | polskie    | muzyka disco polo           | 24 godziny        | tak       | tak   | 16:9 HDTV     |
| 15     | Antena HD        |      | 1 maja 2021      | MWE Networks                          | Polska                      | polski             | polskie    | polskie    | dla seniora                 | 24 godziny        | tak       | tak   | 16:9 HDTV     |
| 16     | TV Trwam HD      |      | 12 czerwca 2003  | Fundacja Lux Veritatis                | Polska                      | polski             | brak       | brak       | religia, publicystyka       | 24 godziny        | tak       | tak   | 16:9 HDTV     |
| 17     | Stopklatka HD    |      | 15 marca 2014    | Agora S.A. i SPI International Polska | Polska                      | polski, oryginalny | brak       | polskie    | filmowy                     | 06:00-05:45       | nie       | tak   | 16:9 HDTV     |
| 18     | Fokus TV HD      |      | 28 kwietnia 2014 | Telewizja Polsat Sp. z o.o.           | Polska                      | polski             | polskie    | brak       | ogólny, edukacja, dokument  | 24 godziny        | tak       | tak   | 16:9 HDTV     |
| 49     | Wydarzenia 24 HD |      | MUX 4            | 1 września 2021                       | Telewizja Polsat Sp. z o.o. | Polska             | polski     | polskie    | informacyjny                | 24 godziny        | nie       | nie   | 16:9 HDTV     |

| Województwo         | Lokalizacja                           | Start            | Kanał | Częstotliwość | Moc [kW ERP] | Polaryzacja | Kierunek |
| ------------------- | ------------------------------------- | ---------------- | ----- | ------------- | ------------ | ----------- | -------- |
| dolnośląskie        | RTON Jelenia Góra / Śnieżne Kotły     | 11 maja 2012     | 30    | 546 MHz       | 100 kW       | H           | D        |
| dolnośląskie        | RTON Kłodzko / Czarna Góra            | 4 maja 2012      | 46    | 674 MHz       | 50 kW        | H           | D        |
| dolnośląskie        | RTCN Wrocław / Góra Ślęża             | 30 kwietnia 2012 | 46    | 674 MHz       | 100 kW       | H           | ND       |
| kujawsko-pomorskie  | RTCN Bydgoszcz / Trzeciewiec          | 10 maja 2012     | 41    | 634 MHz       | 100 kW       | H           | ND       |
| lubelskie           | RTCN Lublin / Piaski                  | 30 kwietnia 2012 | 33    | 570 MHz       | 100 kW       | H           | ND       |
| lubelskie           | RTCN Ryki / Janiszewska               | 8 maja 2012      | 22    | 482 MHz       | 20 kW        | H           | ND       |
| lubelskie           | RTCN Zamość / Tarnawatka              | 4 maja 2012      | 34    | 578 MHz       | 50 kW        | H           | ND       |
| lubuskie            | RTCN Zielona Góra / Jemiołów          | 14 grudnia 2011  | 45    | 666 MHz       | 80 kW        | H           | ND       |
| lubuskie            | RTCN Żagań / Wichów                   | 14 grudnia 2011  | 45    | 666 MHz       | 50 kW        | H           | ND       |
| łódzkie             | TON Łódź / Komin EC-4                 | 30 maja 2012     | 46    | 674 MHz       | 100 kW       | H           | ND       |
| małopolskie         | TSR Gorlice / Maślana Góra            | 23 maja 2012     | 45    | 666 MHz       | 4,5 kW       | H           | D        |
| małopolskie         | RTCN Kraków / Chorągwica              | 30 kwietnia 2012 | 25    | 506 MHz       | 100 kW       | H           | ND       |
| małopolskie         | RTON Rabka / Góra Luboń Wielki        | 8 maja 2012      | 43    | 650 MHz       | 10 kW        | H           | ND       |
| małopolskie         | RTON Szczawnica / Góra Przehyba       | 4 maja 2012      | 45    | 666 MHz       | 20 kW        | H           | D        |
| małopolskie         | RTON Tarnów / Góra św. Marcina        | 18 maja 2012     | 45    | 666 MHz       | 50 kW        | H           | ND       |
| małopolskie         | RTON Zakopane / Góra Gubałówka        | 8 maja 2012      | 43    | 650 MHz       | 20 kW        | H           | D        |
| mazowieckie         | TON Ciechanów / Monte Cassino         | 18 maja 2012     | 25    | 506 MHz       | 5 kW         | H           | ND       |
| mazowieckie         | RTON Ostrołęka / Ławy                 | 23 lipca 2013    | 40    | 626 MHz       | 60 kW        | H           | ND       |
| mazowieckie         | SLR Ostrołęka / Różan                 | 29 września 2012 | 40    | 626 MHz       | 6 kW         | H           | ND       |
| mazowieckie         | RTCN Płock / Rachocin                 | 23 maja 2012     | 25    | 506 MHz       | 100 kW       | H           | ND       |
| mazowieckie         | RTCN Przysucha / Kozłowiec            | 17 czerwca 2013  | 30    | 546 MHz       | 50 kW        | H           | ND       |
| mazowieckie         | RTCN Siedlce / Łosice                 | 4 maja 2012      | 36    | 594 MHz       | 20 kW        | H           | ND       |
| mazowieckie         | SLR Sokołów Podlaski / Chruszczewka   | 18 maja 2012     | 36    | 594 MHz       | 5 kW         | H           | ND       |
| mazowieckie         | RTCN Warszawa / Raszyn                | 14 grudnia 2011  | 58    | 770 MHz       | 100 kW       | H           | ND       |
| mazowieckie         | RTCN Warszawa / Pałac Kultury i Nauki | 24 maja 2012     | 58    | 770 MHz       | 3 kW         | H           | ND       |
| opolskie            | RTCN Opole / Chrzelice                | 30 kwietnia 2012 | 29    | 538 MHz       | 100 kW       | H           | ND       |
| podkarpackie        | RTCN Rzeszów / Sucha Góra             | 14 grudnia 2011  | 48    | 690 MHz       | 100 kW       | H           | ND       |
| podkarpackie        | RTCN Leżajsk / Giedlarowa             | 30 września 2012 | 43    | 650 MHz       | 100 kW       | H           | ND       |
| podkarpackie        | RTCN Przemyśl / Tatarska Góra         | 2 maja 2012      | 43    | 650 MHz       | 20 kW        | H           | D        |
| podkarpackie        | TON Solina / Góra Jawor               | 18 maja 2012     | 48    | 690 MHz       | 20 kW        | H           | ND       |
| podkarpackie        | TON Tarnobrzeg / Machów               | 25 maja 2012     | 43    | 650 MHz       | 5 kW         | H           | D        |
| podlaskie           | RTCN Białystok / Krynice              | 2 maja 2012      | 46    | 674 MHz       | 58 kW        | H           | ND       |
| podlaskie           | TON Łomża / Szosa Zambrowska          | 25 maja 2012     | 46    | 674 MHz       | 5 kW         | H           | ND       |
| podlaskie           | RTCN Suwałki / Góra Krzemianucha      | 2 maja 2012      | 43    | 650 MHz       | 20 kW        | H           | ND       |
| pomorskie           | RTCN Gdańsk / Chwaszczyno             | 30 kwietnia 2012 | 37    | 602 MHz       | 100 kW       | H           | D        |
| pomorskie           | RTON Lębork / Skórowo Nowe            | 4 maja 2012      | 37    | 602 MHz       | 10 kW        | H           | ND       |
| śląskie             | RTCN Częstochowa / Wręczyca Wielka    | 2 maja 2012      | 35    | 586 MHz       | 100 kW       | H           | D        |
| śląskie             | RTCN Katowice / Kosztowy              | 18 maja 2012     | 21    | 474 MHz       | 50 kW        | H           | ND       |
| śląskie             | RTON Wisła / Góra Skrzyczne           | 14 grudnia 2011  | 21    | 474 MHz       | 100 kW       | H           | D        |
| świętokrzyskie      | RTCN Kielce / Święty Krzyż            | 2 maja 2012      | 30    | 546 MHz       | 100 kW       | H           | ND       |
| warmińsko-mazurskie | RTON Elbląg / Jagodnik                | 8 maja 2012      | 27    | 522 MHz       | 10 kW        | H           | ND       |
| warmińsko-mazurskie | RTCN Giżycko / Miłki                  | 11 maja 2012     | 43    | 650 MHz       | 100 kW       | H           | ND       |
| warmińsko-mazurskie | RTON Iława / Kisielice                | 2 maja 2012      | 38    | 610 MHz       | 100 kW       | H           | ND       |
| warmińsko-mazurskie | RTCN Olsztyn / Pieczewo               | 30 kwietnia 2012 | 28    | 530 MHz       | 100 kW       | H           | ND       |
| wielkopolskie       | RTCN Gołańcz / Chojna                 | 8 maja 2012      | 42    | 642 MHz       | 20 kW        | H           | ND       |
| wielkopolskie       | RTCN Kalisz / Mikstat                 | 4 maja 2012      | 38    | 610 MHz       | 100 kW       | H           | ND       |
| wielkopolskie       | RTCN Konin / Żółwieniec               | 11 maja 2012     | 55    | 746 MHz       | 100 kW       | H           | ND       |
| wielkopolskie       | RTCN Poznań / Śrem                    | 11 maja 2012     | 23    | 490 MHz       | 100 kW       | H           | ND       |
| zachodniopomorskie  | RTCN Białogard / Sławoborze           | 8 maja 2012      | 21    | 474 MHz       | 50 kW        | H           | ND       |
| zachodniopomorskie  | RTCN Koszalin / Gołogóra              | 26 maja 2012     | 23    | 490 MHz       | 100 kW       | H           | ND       |
| zachodniopomorskie  | RTCN Szczecin / Kołowo                | 25 maja 2012     | 41    | 634 MHz       | 100 kW       | H           | D        |
| zachodniopomorskie  | RTON Świnoujście / ul. Chrobrego      | 2 maja 2012      | 21    | 474 MHz       | 10 kW        | H           | D        |
| zachodniopomorskie  | RTCN Wałcz / Rusinowo                 | 26 maja 2012     | 42    | 642 MHz       | 100 kW       | H           | ND       |

Legenda: H – pozioma; V – pionowa

## Multipleks 2
Zobacz też: Drugi multipleks naziemnej telewizji cyfrowej w Polsce
Zawartość MUX-2 jest niekodowana i składa się obecnie z następujących programów:
| Nr LCN | Nazwa programu  | Logo | Data startu                  | Nadawca                     | Kraj nadawania | Język              | Napisy TXT | Napisy DVB | Typ    | Godziny nadawania | Teletekst | HbbTV | Format obrazu |
| ------ | --------------- | ---- | ---------------------------- | --------------------------- | -------------- | ------------------ | ---------- | ---------- | ------ | ----------------- | --------- | ----- | ------------- |
| 4      | Polsat HD       |      | 5 grudnia 1992               | Telewizja Polsat Sp. z o.o. | Polska         | polski             | polskie    | polskie    | ogólny | 24 godziny        | tak       | tak   | 16:9 HDTV     |
| 5      | TVN HD          |      | 3 października 1997          | TVN Discovery Polska        | Polska         | polski, oryginalny | polskie    | polskie    | ogólny | 24 godziny        | tak       | tak   | 16:9 HDTV     |
| 6      | TV4 HD          |      | 1 kwietnia 2000              | Telewizja Polsat Sp. z o.o. | Polska         | polski             | polskie    | brak       | ogólny | 24 godziny        | tak       | tak   | 16:9 HDTV     |
| 7      | TV Puls HD      |      | 1 grudnia 1995/18 marca 2001 | Telewizja Puls Sp. z o.o.   | Polska         | polski             | polskie    | brak       | ogólny | 24 godziny        | tak       | tak   | 16:9 HDTV     |
| 8      | TVN 7 HD        |      | 6 grudnia 1996/1 marca 2002  | TVN Discovery Polska        | Polska         | polski, oryginalny | polskie    | polskie    | ogólny | 05:15-05:00       | tak       | tak   | 16:9 HDTV     |
| 9      | PULS 2 HD       |      | 19 lipca 2012                | Telewizja Puls Sp. z o.o.   | Polska         | polski             | polskie    | brak       | ogólny | 24 godziny        | tak       | nie   | 16:9 HDTV     |
| 10     | TV6 HD          |      | 30 maja 2011                 | Telewizja Polsat Sp. z o.o. | Polska         | polski             | polskie    | brak       | ogólny | 24 godziny        | tak       | tak   | 16:9 HDTV     |
| 11     | Super Polsat HD |      | 2 stycznia 2017              | Telewizja Polsat Sp. z o.o. | Polska         | polski             | polskie    | brak       | ogólny | 24 godziny        | tak       | tak   | 16:9 HDTV     |

| Województwo         | Lokalizacja                           | Start            | Kanał | Częstotliwość | Moc (kW ERP) | Polaryzacja | Kierunek |
| ------------------- | ------------------------------------- | ---------------- | ----- | ------------- | ------------ | ----------- | -------- |
| dolnośląskie        | RTON Jelenia Góra / Śnieżne Kotły     | 8 listopada 2012 | 35    | 586 MHz       | 100 kW       | H           | D        |
| dolnośląskie        | RTON Kłodzko / Czarna Góra            | 7 lipca 2011     | 33    | 570 MHz       | 50 kW        | H           | D        |
| dolnośląskie        | RTCN Wrocław / Góra Ślęża             | 18 lipca 2011    | 33    | 570 MHz       | 100 kW       | H           | ND       |
| kujawsko-pomorskie  | RTCN Bydgoszcz / Trzeciewiec          | 26 sierpnia 2011 | 32    | 562 MHz       | 100 kW       | H           | ND       |
| lubelskie           | RTCN Ryki / Janiszewska               | 8 lipca 2011     | 24    | 498 MHz       | 20 kW        | H           | ND       |
| lubelskie           | RTCN Lublin / Piaski                  | 18 lipca 2011    | 21    | 474 MHz       | 100 kW       | H           | ND       |
| lubelskie           | RTCN Zamość / Tarnawatka              | 18 lipca 2011    | 32    | 562 MHz       | 50 kW        | H           | ND       |
| lubuskie            | RTCN Zielona Góra / Jemiołów          | 30 września 2010 | 21    | 474 MHz       | 80 kW        | H           | ND       |
| lubuskie            | RTCN Żagań / Wichów                   | 30 września 2010 | 21    | 474 MHz       | 50 kW        | H           | ND       |
| łódzkie             | RTCN Łódź / Komin EC-4                | 19 grudnia 2011  | 24    | 498 MHz       | 100 kW       | H           | ND       |
| małopolskie         | RTON Gorlice / Maślana Góra           | 8 grudnia 2011   | 36    | 594 MHz       | 4,5 kW       | H           | ND       |
| małopolskie         | RTCN Kraków / Chorągwica              | 20 lipca 2011    | 23    | 490 MHz       | 100 kW       | H           | ND       |
| małopolskie         | RTON Rabka / Góra Luboń Wielki        | 7 lipca 2011     | 36    | 594 MHz       | 10 kW        | H           | ND       |
| małopolskie         | RTON Szczawnica / Góra Przehyba       | 12 lipca 2011    | 36    | 594 MHz       | 20 kW        | H           | D        |
| małopolskie         | RTON Tarnów / Góra św. Marcina        | 15 lipca 2011    | 23    | 490 MHz       | 50 kW        | H           | ND       |
| małopolskie         | RTON Zakopane / Góra Gubałówka        | 14 lipca 2011    | 36    | 594 MHz       | 20 kW        | H           | D        |
| mazowieckie         | TON Ciechanów / ul. Monte Cassino     | 29 września 2012 | 57    | 762 MHz       | 5 kW         | H           | ND       |
| mazowieckie         | RTON Ostrołęka / Ławy                 | 23 lipca 2013    | 41    | 634 MHz       | 60 kW        | H           | ND       |
| mazowieckie         | RTCN Płock / Rachocin                 | 19 grudnia 2010  | 57    | 762 MHz       | 100 kW       | H           | D        |
| mazowieckie         | RTCN Przysucha / Kozłowiec            | 11 lipca 2011    | 37    | 602 MHz       | 50 kW        | H           | ND       |
| mazowieckie         | SLR Różan – ul. Sienkiewicza          | 29 września 2012 | 41    | 634 MHz       | 6 kW         | H           | ND       |
| mazowieckie         | RTCN Siedlce / Łosice                 | 19 grudnia 2010  | 43    | 650 MHz       | 50 kW        | H           | ND       |
| mazowieckie         | RTCN Warszawa / Pałac Kultury i Nauki | 30 września 2010 | 48    | 690 MHz       | 3 kW         | H           | ND       |
| mazowieckie         | RTCN Warszawa / Raszyn                | 30 września 2010 | 48    | 690 MHz       | 100 kW       | H           | ND       |
| opolskie            | RTCN Opole / Chrzelice                | 15 lipca 2011    | 23    | 490 MHz       | 100 kW       | H           | ND       |
| podkarpackie        | RTCN Leżajsk / Giedlarowa             | 30 września 2012 | 31    | 554 MHz       | 100 kW       | H           | ND       |
| podkarpackie        | RTCN Przemyśl / Tatarska Góra         | 13 lipca 2011    | 31    | 554 MHz       | 20 kW        | H           | D        |
| podkarpackie        | RTCN Rzeszów / Sucha Góra             | 22 grudnia 2010  | 32    | 562 MHz       | 100 kW       | H           | ND       |
| podkarpackie        | RTON Solina / Góra Jawor              | 27 grudnia 2011  | 32    | 562 MHz       | 20 kW        | H           | ND       |
| podkarpackie        | TON Tarnobrzeg / Machów               | 3 czerwca 2020   | 31    | 554 MHz       | ?            | ?           | ?        |
| podlaskie           | RTCN Białystok / Krynice              | 16 lipca 2011    | 49    | 698 MHz       | 67 kW        | H           | ND       |
| podlaskie           | TON Łomża / Szosa Zambrowska          | 29 września 2012 | 49    | 698 MHz       | 5 kW         | H           | ND       |
| podlaskie           | RTCN Suwałki / Krzemianucha           | 16 lipca 2011    | 29    | 538 MHz       | 20 kW        | H           | ND       |
| pomorskie           | RTCN Gdańsk / Chwaszczyno             | 19 grudnia 2010  | 35    | 586 MHz       | 100 kW       | H           | D        |
| pomorskie           | RTON Lębork / Skórowo Nowe            | 18 lipca 2011    | 35    | 586 MHz       | 10 kW        | H           | ND       |
| śląskie             | RTCN Częstochowa / Wręczyca Wielka    | 19 kwietnia 2011 | 39    | 618 MHz       | 100 kW       | H           | D        |
| śląskie             | RTCN Katowice / Kosztowy              | 14 lipca 2011    | 40    | 626 MHz       | 63 kW        | H           | ND       |
| śląskie             | RTON Wisła / Skrzyczne                | 23 grudnia 2010  | 40    | 626 MHz       | 100 kW       | H           | D        |
| świętokrzyskie      | RTCN Kielce / Święty Krzyż            | 15 lipca 2011    | 37    | 602 MHz       | 100 kW       | H           | ND       |
| warmińsko-mazurskie | RTON Elbląg / Jagodnik                | 21 lipca 2011    | 21    | 474 MHz       | 10 kW        | H           | ND       |
| warmińsko-mazurskie | RTCN Giżycko / Miłki                  | 29 sierpnia 2012 | 48    | 690 MHz       | 100 kW       | H           | ND       |
| warmińsko-mazurskie | RTCN Iława / Kisielice                | 19 kwietnia 2011 | 24    | 498 MHz       | 100 kW       | H           | ND       |
| warmińsko-mazurskie | RTCN Olsztyn / Pieczewo               | 19 kwietnia 2011 | 33    | 570 MHz       | 100 kW       | H           | ND       |
| wielkopolskie       | RTCN Gołańcz / Chojna                 | 20 grudnia 2011  | 43    | 650 MHz       | 20 kW        | H           | ND       |
| wielkopolskie       | RTCN Kalisz / Mikstat                 | 19 kwietnia 2011 | 44    | 658 MHz       | 100 kW       | H           | ND       |
| wielkopolskie       | RTCN Konin / Żółwieniec               | 1 lipca 2011     | 45    | 666 MHz       | 100 kW       | H           | D        |
| wielkopolskie       | RTCN Poznań / Śrem                    | 30 września 2010 | 39    | 618 MHz       | 100 kW       | H           | ND       |
| zachodniopomorskie  | RTCN Białogard / Sławoborze           | 19 kwietnia 2011 | 35    | 586 MHz       | 50 kW        | H           | ND       |
| zachodniopomorskie  | RTCN Koszalin / Gołogóra              | 22 lipca 2011    | 47    | 682 MHz       | 100 kW       | H           | ND       |
| zachodniopomorskie  | RTCN Szczecin / Kołowo                | 19 grudnia 2010  | 34    | 578 MHz       | 100 kW       | H           | D        |
| zachodniopomorskie  | RTON Świnoujście / ul. Chrobrego      | 19 kwietnia 2011 | 34    | 578 MHz       | 10 kW        | H           | D        |
| zachodniopomorskie  | RTCN Wałcz / Rusinowo                 | 20 grudnia 2010  | 43    | 650 MHz       | 100 kW       | H           | D        |

## Multipleks 3
Zobacz też: Trzeci multipleks naziemnej telewizji cyfrowej w Polsce
Zawartość MUX-3 jest niekodowana i składa się wyłącznie z programów TVP, a obecnie jest to:
| Nr LCN | Nazwa programu | Logo | Data startu                           | Nadawca               | Kraj nadawania | Język              | Napisy TXT | Napisy DVB          | Typ                      | Godziny nadawania | Teletekst | HbbTV | Format obrazu |
| ------ | -------------- | ---- | ------------------------------------- | --------------------- | -------------- | ------------------ | ---------- | ------------------- | ------------------------ | ----------------- | --------- | ----- | ------------- |
| 1      | TVP1 HD        |      | 25 października 1952/10 stycznia 2011 | Telewizja Polska S.A. | Polska         | polski, oryginalny | tak        | polskie, angielskie | ogólny                   | 05:00-04:45       | tak       | tak   | 16:9 HDTV     |
| 2      | TVP2 HD        |      | 2 października 1970/1 czerwca 2012    | Telewizja Polska S.A. | Polska         | polski, oryginalny | tak        | polskie, angielskie | ogólny                   | 05:00-04:00       | tak       | tak   | 16:9 HDTV     |
| 3      | TVP3           |      | 3 marca 2002/2 stycznia 2016          | Telewizja Polska S.A. | Polska         | polski             | tak        | polskie             | informacje regionalne    | 24 godziny        | tak       | tak   | 16:9 SDTV     |
| 31     | TVP Historia   |      | 3 maja 2007                           | Telewizja Polska S.A. | Polska         | polski             | tak        | polskie             | historia                 | 06:50-02:45       | tak       | tak   | 16:9 SDTV     |
| 32     | TVP Sport HD   |      | 12 stycznia 2014                      | Telewizja Polska S.A. | Polska         | polski             | brak       | polskie             | sport                    | 05:30-05:15       | nie       | tak   | 16:9 HDTV     |
| 34     | TVP Info HD    |      | 6 października 2007                   | Telewizja Polska S.A. | Polska         | polski             | brak       | polskie             | informacje, publicystyka | 24 godziny        | nie       | tak   | 16:9 HDTV     |

| Województwo         | Lokalizacja                               | Start                | Kanał | Częstotliwość | Moc (kW ERP) | Polaryzacja | Kierunek | Nadawana wersja regionalna TVP3 |
| ------------------- | ----------------------------------------- | -------------------- | ----- | ------------- | ------------ | ----------- | -------- | ------------------------------- |
| dolnośląskie        | TSR Bardo Śląskie / Wzgórze Różańcowe     | 22 kwietnia 2013     | 25    | 506 MHz       | 0,011 kW     | H           | D        | TVP3 Wrocław                    |
| dolnośląskie        | TSR Bogatynia / Góra Wysoka               | 23 lipca 2013        | 24    | 498 MHz       | 0,065 kW     | H           | ND       | TVP3 Wrocław                    |
| dolnośląskie        | TSR Duszniki-Zdrój / Podgórze             | 23 kwietnia 2013     | 25    | 506 MHz       | 0,026 kW     | H           | D        | TVP3 Wrocław                    |
| dolnośląskie        | TSR Działoszyn / Centrum METEO            | 23 lipca 2013        | 24    | 498 MHz       | 0,011 kW     | H           | D        | TVP3 Wrocław                    |
| dolnośląskie        | TON Głogów / Komin Widziszów              | 28 listopada 2012    | 24    | 498 MHz       | 0,9 kW       | H           | D        | TVP3 Wrocław                    |
| dolnośląskie        | TSR Głuszyca / ul. Leśna                  | 22 kwietnia 2013     | 25    | 506 MHz       | 0,011 kW     | H           | D        | TVP3 Wrocław                    |
| dolnośląskie        | TSR Jedlina-Zdrój / Góra Kawiniec         | 22 kwietnia 2013     | 25    | 506 MHz       | 0,01 kW      | H           | ND       | TVP3 Wrocław                    |
| dolnośląskie        | RTON Jelenia Góra / Śnieżne Kotły         | 23 lipca 2013        | 24    | 498 MHz       | 100 kW       | H           | D        | TVP3 Wrocław                    |
| dolnośląskie        | TSR Kamienna Góra / Góra Kościelna        | 23 lipca 2013        | 24    | 498 MHz       | 0,013 kW     | H           | ND       | TVP3 Wrocław                    |
| dolnośląskie        | TSR Karpacz Górny / ul. Spokojna          | 22 kwietnia 2013     | 24    | 498 MHz       | 0,014 kW     | H           | D        | TVP3 Wrocław                    |
| dolnośląskie        | RTON Kłodzko / Czarna Góra                | 22 kwietnia 2013     | 25    | 506 MHz       | 50 kW        | H           | D        | TVP3 Wrocław                    |
| dolnośląskie        | TSR Kowary / Góra Rudnik                  | 23 lipca 2013        | 24    | 498 MHz       | 0,01 kW      | H           | D        | TVP3 Wrocław                    |
| dolnośląskie        | RTON Kudowa-Zdrój / Góra Parkowa          | 22 kwietnia 2013     | 25    | 506 MHz       | 0,05 kW      | H           | D        | TVP3 Wrocław                    |
| dolnośląskie        | TSR Kulin Kłodzki / Góra Grodziec         | 23 kwietnia 2013     | 25    | 506 MHz       | 0,051 kW     | H           | D        | TVP3 Wrocław                    |
| dolnośląskie        | TSR Lądek Zdrój / Góra Dzielec            | 23 kwietnia 2013     | 25    | 506 MHz       | 0,013 kW     | H           | D        | TVP3 Wrocław                    |
| dolnośląskie        | SLR Legnica / ul. Piastowska              | 24 października 2011 | 24    | 498 MHz       | 2,8 kW       | H           | ND       | TVP3 Wrocław                    |
| dolnośląskie        | TSR Leśna / Wzgórze Baworowo              | 23 lipca 2013        | 24    | 498 MHz       | 0,016 kW     | H           | ND       | TVP3 Wrocław                    |
| dolnośląskie        | RTON Lubań / Nowa Karczma                 | 23 lipca 2013        | 24    | 498 MHz       | 20 kW        | H           | ND       | TVP3 Wrocław                    |
| dolnośląskie        | TSR Lubawka / Góra Święta                 | 22 kwietnia 2013     | 25    | 506 MHz       | 0,021 kW     | H           | ND       | TVP3 Wrocław                    |
| dolnośląskie        | TSR Lubawka / Ulanowice                   | 22 kwietnia 2013     | 25    | 506 MHz       | 0,014 kW     | H           | D        | TVP3 Wrocław                    |
| dolnośląskie        | TSR Mieroszów / Wzgórze Cmentarne         | 22 kwietnia 2013     | 25    | 506 MHz       | 0,016 kW     | H           | D        | TVP3 Wrocław                    |
| dolnośląskie        | TSR Nowa Ruda / Góra Krępiec              | 25 sierpnia 2013     | 25    | 506 MHz       | 0,012 kW     | H           | ND       | TVP3 Wrocław                    |
| dolnośląskie        | TSR Nowa Ruda / Słupiec                   | 23 kwietnia 2013     | 25    | 506 MHz       | 0,01 kW      | H           | D        | TVP3 Wrocław                    |
| dolnośląskie        | TSR Piechowice / Górzyniec                | 23 lipca 2013        | 24    | 498 MHz       | 0,019 kW     | H           | ND       | TVP3 Wrocław                    |
| dolnośląskie        | TSR Radków / Góra Guzowata                | 22 kwietnia 2013     | 25    | 506 MHz       | 0,026 kW     | H           | D        | TVP3 Wrocław                    |
| dolnośląskie        | TSR Sokołowsko / Polana                   | 22 kwietnia 2013     | 25    | 506 MHz       | 0,01 kW      | H           | D        | TVP3 Wrocław                    |
| dolnośląskie        | TSR Stronie Śląskie / Osiedle Morawka     | 23 kwietnia 2013     | 25    | 506 MHz       | 0,011 kW     | H           | D        | TVP3 Wrocław                    |
| dolnośląskie        | TSR Szczytna / Góra Szczytnik             | 23 kwietnia 2013     | 25    | 506 MHz       | 0,01 kW      | H           | D        | TVP3 Wrocław                    |
| dolnośląskie        | TSR Szczytna / Szklana Góra               | 23 kwietnia 2013     | 25    | 506 MHz       | 0,01 kW      | H           | D        | TVP3 Wrocław                    |
| dolnośląskie        | TSR Ścięgny / Góra Pohulanka              | 22 kwietnia 2013     | 24    | 498 MHz       | 0,01 kW      | H           | D        | TVP3 Wrocław                    |
| dolnośląskie        | TSR Świeradów-Zdrój / Góra Zajęcznik      | 23 lipca 2013        | 24    | 498 MHz       | 0,01 kW      | H           | ND       | TVP3 Wrocław                    |
| dolnośląskie        | TSR Świerzawa / ul. Mickiewicza           | 23 lipca 2013        | 24    | 498 MHz       | 0,014 kW     | H           | ND       | TVP3 Wrocław                    |
| dolnośląskie        | TSR Walim / Góra Ostra                    | 22 kwietnia 2013     | 25    | 506 MHz       | 0,01 kW      | H           | D        | TVP3 Wrocław                    |
| dolnośląskie        | RTON Wałbrzych / Góra Chełmiec            | 22 kwietnia 2013     | 25    | 506 MHz       | 20 kW        | H           | D        | TVP3 Wrocław                    |
| dolnośląskie        | TSR Wleń / Modrzewie                      | 23 lipca 2013        | 24    | 498 MHz       | 0,018 kW     | H           | D        | TVP3 Wrocław                    |
| dolnośląskie        | TSR Wojcieszów / Góra Miłek               | 23 lipca 2013        | 24    | 498 MHz       | 0,023 kW     | H           | D        | TVP3 Wrocław                    |
| dolnośląskie        | RTCN Wrocław / Góra Ślęża                 | 22 kwietnia 2013     | 25    | 506 MHz       | 100 kW       | H           | D        | TVP3 Wrocław                    |
| dolnośląskie        | RTCN Wrocław / Żórawina                   | 24 października 2011 | 25    | 506 MHz       | 30 kW        | H           | D        | TVP3 Wrocław                    |
| dolnośląskie        | TSR Zgorzelec / ul. Górna                 | 23 lipca 2013        | 24    | 498 MHz       | 0,01 kW      | H           | D        | TVP3 Wrocław                    |
| kujawsko-pomorskie  | TON Brodnica / Kruszynki                  | 20 maja 2013         | 36    | 594 MHz       | 5 kW         | V           | D        | TVP3 Bydgoszcz                  |
| kujawsko-pomorskie  | SLR Bydgoszcz / ul. Chodkiewicza          | 27 października 2011 | 36    | 594 MHz       | 6 kW         | H           | D        | TVP3 Bydgoszcz                  |
| kujawsko-pomorskie  | RTCN Bydgoszcz / Trzeciewiec              | 20 maja 2013         | 36    | 594 MHz       | 100 kW       | H           | D        | TVP3 Bydgoszcz                  |
| kujawsko-pomorskie  | TSR Grudziądz / ul. Kalinkowa             | 20 maja 2013         | 36    | 594 MHz       | 2 kW         | H           | D        | TVP3 Bydgoszcz                  |
| kujawsko-pomorskie  | TON Toruń / Komin PGE Toruń               | 20 maja 2013         | 36    | 594 MHz       | 12 kW        | H           | D        | TVP3 Bydgoszcz                  |
| kujawsko-pomorskie  | TSR Włocławek / plac Wolności             | 20 maja 2013         | 36    | 594 MHz       | 0,02 kW      | H           | D        | TVP3 Bydgoszcz                  |
| kujawsko-pomorskie  | TON Włocławek / Komin Ciepłowni Zazamcze  | 25 kwietnia 2014     | 36    | 594 MHz       | 4 kW         | V           | D        | TVP3 Bydgoszcz                  |
| lubelskie           | SLR Kazimierz Dolny / Góry I              | 17 czerwca 2013      | 23    | 490 MHz       | 2,5 kW       | H           | ND       | TVP3 Lublin                     |
| lubelskie           | TSR Kraśnik / ul. Lubelska                | 17 czerwca 2013      | 23    | 490 MHz       | 0,057 kW     | H           | ND       | TVP3 Lublin                     |
| lubelskie           | RTCN Lublin / Boży Dar                    | 15 kwietnia 2014     | 23    | 490 MHz       | 20 kW        | H           | ND       | TVP3 Lublin                     |
| lubelskie           | RTCN Lublin / Piaski                      | 17 czerwca 2013      | 23    | 490 MHz       | 100 kW       | H           | ND       | TVP3 Lublin                     |
| lubelskie           | RTON Lublin / ul. Raabego                 | 19 kwietnia 2011     | 23    | 490 MHz       | 1 kW         | H           | ND       | TVP3 Lublin                     |
| lubelskie           | RTCN Ryki / Janiszewska                   | 17 czerwca 2013      | 52    | 722 MHz       | 20 kW        | H           | ND       | TVP3 Lublin                     |
| lubelskie           | RTCN Ryki / Janiszewska                   | 25 kwietnia 2014     | 42    | 642 MHz       | 4 kW         | H           | ND       | TVP3 Warszawa                   |
| lubelskie           | RTCN Zamość / Tarnawatka                  | 17 czerwca 2013      | 36    | 594 MHz       | 50 kW        | H           | ND       | TVP3 Lublin                     |
| lubuskie            | TON Dobiegniew / ul. Leśna                | 25 kwietnia 2014     | 32    | 562 MHz       | 5 kW         | H           | D        | TVP3 Gorzów Wielkopolski        |
| lubuskie            | TON Drezdenko / Radowo                    | 25 kwietnia 2014     | 32    | 562 MHz       | 0,13 kW      | H           | D        | TVP3 Gorzów Wielkopolski        |
| lubuskie            | RON Gorzów Wielkopolski / ul. Podmiejska  | 19 kwietnia 2011     | 32    | 562 MHz       | 4 kW         | H           | D        | TVP3 Gorzów Wielkopolski        |
| lubuskie            | RTCN Zielona Góra / Jemiołów              | 20 maja 2013         | 32    | 562 MHz       | 100 kW       | H           | D        | TVP3 Gorzów Wielkopolski        |
| lubuskie            | RTON Zielona Góra – ul. Ptasia            | 25 kwietnia 2014     | 32    | 562 MHz       | 2,5 kW       | H           | ND       | TVP3 Gorzów Wielkopolski        |
| lubuskie            | RTCN Żagań / Wichów                       | 20 maja 2013         | 32    | 562 MHz       | 50 kW        | H           | D        | TVP3 Gorzów Wielkopolski        |
| łódzkie             | TSR Kamieńsk / Góra Kamieńska             | 20 maja 2013         | 26    | 514 MHz       | 15 kW        | H           | D        | TVP3 Łódź                       |
| łódzkie             | TON Łanięta / Witoldów                    | 25 kwietnia 2014     | 43    | 650 MHz       | 0,5 kW       | V           | ND       | TVP3 Łódź                       |
| łódzkie             | TON Łanięta / Witoldów                    | 25 kwietnia 2014     | 36    | 594 MHz       | 4 kW         | V           | ND       | TVP3 Bydgoszcz                  |
| łódzkie             | RTCN Łódź / Komin EC-4                    | 20 maja 2013         | 43    | 650 MHz       | 170 kW       | H           | ND       | TVP3 Łódź                       |
| łódzkie             | TSR Przedbórz / ul. Radomszczańska        | 17 czerwca 2013      | 26    | 514 MHz       | 0,02 kW      | H           | ND       | TVP3 Łódź                       |
| łódzkie             | TSR Tomaszów Mazowiecki / ul. Mościckiego | 20 maja 2013         | 43    | 650 MHz       | 0,01 kW      | H           | D        | TVP3 Łódź                       |
| małopolskie         | TSR Dobra / Góra nad Kiwajami             | 20 maja 2013         | 22    | 482 MHz       | 0,012 kW     | H           | D        | TVP3 Kraków                     |
| małopolskie         | TON Gorlice / Komin EC Gorlice            | 22 kwietnia 2013     | 34    | 578 MHz       | 20 kW        | H           | ND       | TVP3 Kraków                     |
| małopolskie         | RTON Gorlice / Maślana Góra               | 23 lipca 2013        | 34    | 578 MHz       | 4,5 kW       | H           | D        | TVP3 Kraków                     |
| małopolskie         | TSR Gromnik / ul. Widok                   | 22 kwietnia 2013     | 22    | 482 MHz       | 0,02 kW      | H           | D        | TVP3 Kraków                     |
| małopolskie         | TSR Grybów / Góra Kamienna                | 22 kwietnia 2013     | 22    | 482 MHz       | 0,023 kW     | H           | D        | TVP3 Kraków                     |
| małopolskie         | TSR Jabłonka / Góra Oskwarkowa            | 22 kwietnia 2013     | 34    | 578 MHz       | 0,01 kW      | H           | D        | TVP3 Kraków                     |
| małopolskie         | TSR Kamionka Wielka / Góra Dybówka        | 23 kwietnia 2013     | 34    | 578 MHz       | 0,013 kW     | H           | D        | TVP3 Kraków                     |
| małopolskie         | RTCN Kraków / Chorągwica                  | 11 października 2011 | 22    | 482 MHz       | 100 kW       | H           | D        | TVP3 Kraków                     |
| małopolskie         | RTCN Kraków / Chorągwica                  | 17 czerwca 2013      | 47    | 682 MHz       | 35 kW        | H           | D        | TVP3 Kielce                     |
| małopolskie         | SLR Kraków / Krzemionki                   | 20 maja 2013         | 22    | 482 MHz       | 2,9 kW       | H           | D        | TVP3 Kraków                     |
| małopolskie         | TSR Krościenko / Góra Stajkowa            | 22 kwietnia 2013     | 34    | 578 MHz       | 0,01 kW      | H           | D        | TVP3 Kraków                     |
| małopolskie         | TSR Krynica / Góra Jaworzyna              | 23 kwietnia 2013     | 34    | 578 MHz       | 2 kW         | H           | D        | TVP3 Kraków                     |
| małopolskie         | TSR Krynica / Góra Parkowa                | 23 kwietnia 2013     | 34    | 578 MHz       | 0,022 kW     | H           | D        | TVP3 Kraków                     |
| małopolskie         | TSR Limanowa / Góra Lipowe                | 20 maja 2013         | 22    | 482 MHz       | 0,014 kW     | H           | D        | TVP3 Kraków                     |
| małopolskie         | TSR Łapsze Wyżne – Góra Grandeus          | 22 kwietnia 2013     | 34    | 578 MHz       | 0,028 kW     | H           | D        | TVP3 Kraków                     |
| małopolskie         | TSR Łącko / Góra Cebulówka                | 23 kwietnia 2013     | 50    | 706 MHz       | 0,01 kW      | H           | ND       | TVP3 Kraków                     |
| małopolskie         | TSR Muszyna / Góra Malnik                 | 23 kwietnia 2013     | 34    | 578 MHz       | 0,015 kW     | H           | D        | TVP3 Kraków                     |
| małopolskie         | TSR Niedzica / Góra Biała                 | 23 kwietnia 2013     | 34    | 578 MHz       | 0,041 kW     | H           | D        | TVP3 Kraków                     |
| małopolskie         | TSR Nowy Sącz / Chruślice                 | 23 kwietnia 2013     | 34    | 578 MHz       | 0,02 kW      | H           | D        | TVP3 Kraków                     |
| małopolskie         | TSR Nowy Sącz / Góra Wysokie              | 23 kwietnia 2013     | 34    | 578 MHz       | 0,014 kW     | H           | D        | TVP3 Kraków                     |
| małopolskie         | TSR Ochotnica Dolna / Góra Koci Zamek     | 23 kwietnia 2013     | 34    | 578 MHz       | 0,02 kW      | H           | D        | TVP3 Kraków                     |
| małopolskie         | TSR Ochotnica Górna / Góra Utocze         | 23 kwietnia 2013     | 34    | 578 MHz       | 0,01 kW      | H           | ND       | TVP3 Kraków                     |
| małopolskie         | TSR Piwniczna / Góra Kicarz               | 20 maja 2013         | 22    | 482 MHz       | 0,026 kW     | H           | D        | TVP3 Kraków                     |
| małopolskie         | TSR Poręba Wielka / Nowa Wieś             | 22 kwietnia 2013     | 34    | 578 MHz       | 0,015 kW     | H           | D        | TVP3 Kraków                     |
| małopolskie         | TSR Przeginia / Racławice                 | 20 maja 2013         | 22    | 482 MHz       | 0,01 kW      | H           | D        | TVP3 Kraków                     |
| małopolskie         | RTON Rabka / Góra Luboń Wielki            | 22 kwietnia 2013     | 34    | 578 MHz       | 9,8 kW       | H           | D        | TVP3 Kraków                     |
| małopolskie         | TSR Rytro / Góra Cycówka                  | 20 maja 2013         | 22    | 482 MHz       | 0,01 kW      | H           | D        | TVP3 Kraków                     |
| małopolskie         | TSR Sucha Beskidzka / Góra Sumerówka      | 22 kwietnia 2013     | 34    | 578 MHz       | 0,083 kW     | H           | D        | TVP3 Kraków                     |
| małopolskie         | TSR Stryszawa / Góra Czepelówka           | 19 marca 2013        | 22    | 482 MHz       | 0,034 kW     | H           | D        | TVP3 Kraków                     |
| małopolskie         | TSR Stryszów / Potoczek                   | 20 maja 2013         | 22    | 482 MHz       | 0,03 kW      | H           | D        | TVP3 Kraków                     |
| małopolskie         | TSR Szczawnica / Góra Jarmuta             | 22 kwietnia 2013     | 34    | 578 MHz       | 1 kW         | H           | D        | TVP3 Kraków                     |
| małopolskie         | RTON Szczawnica / Góra Przehyba           | 23 kwietnia 2013     | 34    | 578 MHz       | 22 kW        | H           | D        | TVP3 Kraków                     |
| małopolskie         | RTCN Tarnów / Góra św. Marcina            | 22 kwietnia 2013     | 22    | 482 MHz       | 50 kW        | H           | ND       | TVP3 Kraków                     |
| małopolskie         | RTCN Tarnów / Góra św. Marcina            | 25 kwietnia 2014     | 26    | 514 MHz       | 5 kW         | V           | D        | TVP3 Rzeszów                    |
| małopolskie         | TSR Tylicz / Góra Horb                    | 23 kwietnia 2013     | 34    | 578 MHz       | 0,023 kW     | H           | D        | TVP3 Kraków                     |
| małopolskie         | TSR Tylmanowa / Góra Matuszek             | 22 kwietnia 2013     | 34    | 578 MHz       | 0,029 kW     | H           | D        | TVP3 Kraków                     |
| małopolskie         | TSR Tymbark / Góra Podłopień              | 20 maja 2013         | 22    | 482 MHz       | 0,023 kW     | H           | D        | TVP3 Kraków                     |
| małopolskie         | TSR Wieliczka / Winiary                   | 20 maja 2013         | 22    | 482 MHz       | 0,01 kW      | H           | D        | TVP3 Kraków                     |
| małopolskie         | TSR Wolbrom / Zasępiec                    | 31 października 2014 | 22    | 482 MHz       | 0,005 kW     | H           | D        | TVP3 Kraków                     |
| małopolskie         | RTON Zakopane / Góra Gubałówka            | 22 kwietnia 2013     | 34    | 578 MHz       | 20 kW        | H           | D        | TVP3 Kraków                     |
| małopolskie         | TSR Zawoja / Góra Kolisty Groń            | 20 maja 2013         | 34    | 578 MHz       | 0,02 kW      | H           | D        | TVP3 Kraków                     |
| małopolskie         | TSR Zawoja / Góra Miśkowców Groń          | 20 maja 2013         | 34    | 578 MHz       | 0,011 kW     | H           | D        | TVP3 Kraków                     |
| małopolskie         | TSR Żegiestów Wieś / Góra Cypel           | 23 kwietnia 2013     | 58    | 770 MHz       | 0,016 kW     | H           | D        | TVP3 Kraków                     |
| małopolskie         | TSR Żegiestów-Zdrój / Góra Kiczera        | 23 kwietnia 2013     | 58    | 770 MHz       | 0,011 kW     | H           | D        | TVP3 Kraków                     |
| mazowieckie         | TON Ciechanów / ul. Monte Cassino         | 17 czerwca 2013      | 39    | 618 MHz       | 10 kW        | H           | ND       | TVP3 Warszawa                   |
| mazowieckie         | RTON Ostrołęka / Ławy                     | 23 lipca 2013        | 42    | 642 MHz       | 60 kW        | H           | ND       | TVP3 Warszawa                   |
| mazowieckie         | SLR Ostrołęka / Różan                     | 17 czerwca 2013      | 42    | 642 MHz       | 6 kW         | H           | ND       | TVP3 Warszawa                   |
| mazowieckie         | TSR Ostrów Mazowiecka / Podborze          | 17 czerwca 2013      | 42    | 642 MHz       | 0,038 kW     | H           | D        | TVP3 Warszawa                   |
| mazowieckie         | TON Płock / Komin byłej mleczarni "Mitex" | 25 kwietnia 2014     | 39    | 618 MHz       | 15 kW        | V           | ND       | TVP3 Warszawa                   |
| mazowieckie         | RTCN Płock / Rachocin                     | 27 października 2010 | 39    | 618 MHz       | 100 kW       | H           | ND       | TVP3 Warszawa                   |
| mazowieckie         | RTCN Płock / Rachocin                     | 25 kwietnia 2014     | 36    | 594 MHz       | 3 kW         | H           | ND       | TVP3 Bydgoszcz                  |
| mazowieckie         | RTCN Przysucha / Kozłowiec                | 17 czerwca 2013      | 26    | 514 MHz       | 10 kW        | H           | ND       | TVP3 Łódź                       |
| mazowieckie         | RON Radom / Wacyn                         | 17 czerwca 2013      | 42    | 642 MHz       | 50 kW        | H           | ND       | TVP3 Warszawa                   |
| mazowieckie         | RTCN Siedlce / Łosice                     | 30 września 2010     | 52    | 722 MHz       | 100 kW       | H           | ND       | TVP3 Lublin                     |
| mazowieckie         | RTCN Siedlce / Łosice                     | 25 kwietnia 2014     | 56    | 754 MHz       | 40 kW        | H           | ND       | TVP3 Warszawa                   |
| mazowieckie         | SLR Sokołów Podlaski / Chruszczewka       | 17 czerwca 2013      | 56    | 754 MHz       | 10 kW        | H           | ND       | TVP3 Warszawa                   |
| mazowieckie         | RTCN Warszawa / Pałac Kultury i Nauki     | 27 października 2010 | 27    | 522 MHz       | 10 kW        | H           | ND       | TVP3 Warszawa                   |
| mazowieckie         | RTCN Warszawa / Raszyn                    | 27 października 2010 | 27    | 522 MHz       | 130 kW       | H           | D        | TVP3 Warszawa                   |
| opolskie            | TON Kluczbork / Wierzbica Górna           | 23 kwietnia 2013     | 34    | 578 MHz       | 0,038 kW     | H           | ND       | TVP3 Opole                      |
| opolskie            | SLR Olesno – ul. Leśna                    | 22 kwietnia 2013     | 34    | 578 MHz       | 7 kW         | H           | D        | TVP3 Opole                      |
| opolskie            | RTCN Opole / Chrzelice                    | 21 października 2011 | 34    | 578 MHz       | 100 kW       | H           | D        | TVP3 Opole                      |
| opolskie            | SLR Opole / ul. Korfantego                | 25 kwietnia 2014     | 34    | 578 MHz       | 4 kW         | H           | D        | TVP3 Opole                      |
| podkarpackie        | TSR Baligród / Góra Kiczera               | 19 marca 2013        | 29    | 538 MHz       | 0,018 kW     | H           | D        | TVP3 Rzeszów                    |
| podkarpackie        | TSR Bircza / Góra Kamienna                | 19 marca 2013        | 29    | 538 MHz       | 0,011 kW     | H           | D        | TVP3 Rzeszów                    |
| podkarpackie        | TON Cieszanów / ul. Kościuszki            | 23 lipca 2013        | 26    | 514 MHz       | 2,5 kW       | H           | ND       | TVP3 Rzeszów                    |
| podkarpackie        | TSR Cisna / Góra Potoczyszcze             | 19 marca 2013        | 29    | 538 MHz       | 0,013 kW     | H           | D        | TVP3 Rzeszów                    |
| podkarpackie        | TSR Dukla / Teodorówka                    | 19 marca 2013        | 29    | 538 MHz       | 0,02 kW      | H           | D        | TVP3 Rzeszów                    |
| podkarpackie        | TSR Dynów / Góra Winnica                  | 19 marca 2013        | 29    | 538 MHz       | 0,031 kW     | H           | D        | TVP3 Rzeszów                    |
| podkarpackie        | TSR Hoczew / Góra Czekaj                  | 19 marca 2013        | 29    | 538 MHz       | 0,018 kW     | H           | D        | TVP3 Rzeszów                    |
| podkarpackie        | TSR Iwonicz-Zdrój / Sanatorium Excelsior  | 19 marca 2013        | 29    | 538 MHz       | 0,017 kW     | H           | D        | TVP3 Rzeszów                    |
| podkarpackie        | TSR Kalnica / Góra Wideta                 | 19 marca 2013        | 29    | 538 MHz       | 0,012 kW     | H           | D        | TVP3 Rzeszów                    |
| podkarpackie        | TSR Komańcza / Góra Krymieniec            | 19 marca 2013        | 29    | 538 MHz       | 0,013 kW     | H           | ND       | TVP3 Rzeszów                    |
| podkarpackie        | TSR Krosno / Posada Jaśliska              | 19 marca 2013        | 29    | 538 MHz       | 0,02 kW      | H           | D        | TVP3 Rzeszów                    |
| podkarpackie        | TSR Krzemienna / Góra Mały Dział          | 19 marca 2013        | 29    | 538 MHz       | 0,01 kW      | H           | D        | TVP3 Rzeszów                    |
| podkarpackie        | TSR Lesko / Majdan                        | 19 marca 2013        | 29    | 538 MHz       | 0,019 kW     | H           | D        | TVP3 Rzeszów                    |
| podkarpackie        | RTCN Leżajsk / Giedlarowa                 | 23 lipca 2013        | 26    | 514 MHz       | 70 kW        | H           | ND       | TVP3 Rzeszów                    |
| podkarpackie        | RTCN Leżajsk / Giedlarowa                 | 25 kwietnia 2014     | 36    | 594 MHz       | 15 kW        | H           | ND       | TVP3 Lublin                     |
| podkarpackie        | TSR Olszanica / Góra Kiczera              | 19 marca 2013        | 29    | 538 MHz       | 0,01 kW      | H           | D        | TVP3 Rzeszów                    |
| podkarpackie        | TSR Polana / Góra Szeroka Łąka            | 19 marca 2013        | 29    | 538 MHz       | 0,014 kW     | H           | D        | TVP3 Rzeszów                    |
| podkarpackie        | TSR Pruchnik / Wzniesienie na Zadach      | 17 czerwca 2013      | 26    | 514 MHz       | 0,095 kW     | H           | ND       | TVP3 Rzeszów                    |
| podkarpackie        | RTCN Przemyśl / Tatarska Góra             | 17 czerwca 2013      | 26    | 514 MHz       | 20 kW        | H           | D        | TVP3 Rzeszów                    |
| podkarpackie        | TSR Rymanów-Zdrój / Góra Zamczysko        | 19 marca 2013        | 29    | 538 MHz       | 0,01 kW      | H           | D        | TVP3 Rzeszów                    |
| podkarpackie        | TSR Rzepedź / Góra Sokoliska              | 19 marca 2013        | 29    | 538 MHz       | 0,025 kW     | H           | D        | TVP3 Rzeszów                    |
| podkarpackie        | RTON Rzeszów / Baranówka                  | 26 kwietnia 2011     | 29    | 538 MHz       | 3,7 kW       | H           | ND       | TVP3 Rzeszów                    |
| podkarpackie        | RTCN Rzeszów / Sucha Góra                 | 19 marca 2013        | 29    | 538 MHz       | 100 kW       | H           | D        | TVP3 Rzeszów                    |
| podkarpackie        | TSR Sanok / Góra Parkowa                  | 19 marca 2013        | 29    | 538 MHz       | 0,01 kW      | H           | D        | TVP3 Rzeszów                    |
| podkarpackie        | RTON Solina / Góra Jawor                  | 19 marca 2013        | 29    | 538 MHz       | 20 kW        | H           | ND       | TVP3 Rzeszów                    |
| podkarpackie        | TSR Solina / Góra Płasza                  | 19 marca 2013        | 29    | 538 MHz       | 0,01 kW      | H           | D        | TVP3 Rzeszów                    |
| podkarpackie        | TSR Strzyżów / ul. Działy                 | 19 marca 2013        | 29    | 538 MHz       | 0,04 kW      | H           | D        | TVP3 Rzeszów                    |
| podkarpackie        | TSR Stuposiany / Góra Czereszna           | 19 marca 2013        | 29    | 538 MHz       | 0,043 kW     | H           | D        | TVP3 Rzeszów                    |
| podkarpackie        | TSR Tarnawa / Góra Makówka                | 19 marca 2013        | 29    | 538 MHz       | 0,013 kW     | H           | D        | TVP3 Rzeszów                    |
| podkarpackie        | TON Tarnobrzeg / Machów                   | 25 kwietnia 2014     | 26    | 514 MHz       | 30 kW        | H           | D        | TVP3 Rzeszów                    |
| podkarpackie        | TSR Trójca / Góra Jaworów                 | 19 marca 2013        | 29    | 538 MHz       | 0,015 kW     | H           | D        | TVP3 Rzeszów                    |
| podkarpackie        | TSR Tylawa / Góra Dział                   | 19 marca 2013        | 29    | 538 MHz       | 0,02 kW      | H           | D        | TVP3 Rzeszów                    |
| podkarpackie        | TSR Ustrzyki Dolne / Czarna               | 19 marca 2013        | 29    | 538 MHz       | 0,01 kW      | H           | D        | TVP3 Rzeszów                    |
| podkarpackie        | TSR Ustrzyki Dolne / Góra Gromadzyń       | 17 czerwca 2013      | 29    | 538 MHz       | 0,016 kW     | H           | ND       | TVP3 Rzeszów                    |
| podkarpackie        | TSR Ustrzyki Dolne / Lutowiska            | 19 marca 2013        | 29    | 538 MHz       | 0,01 kW      | H           | D        | TVP3 Rzeszów                    |
| podkarpackie        | TSR Wołkowyja / Góra Czaków               | 19 marca 2013        | 29    | 538 MHz       | 0,01 kW      | H           | D        | TVP3 Rzeszów                    |
| podkarpackie        | TSR Zahoczewie / Góra Szerokie            | 19 marca 2013        | 29    | 538 MHz       | 0,01 kW      | H           | D        | TVP3 Rzeszów                    |
| podkarpackie        | TSR Zatwarnica / Góra Wierszek            | 19 marca 2013        | 29    | 538 MHz       | 0,017 kW     | H           | D        | TVP3 Rzeszów                    |
| podlaskie           | RTCN Białystok / Krynice                  | 17 czerwca 2013      | 22    | 482 MHz       | 100 kW       | H           | ND       | TVP3 Białystok                  |
| podlaskie           | TON Czyże / Zbucz                         | 17 czerwca 2013      | 22    | 482 MHz       | 5 kW         | H           | D        | TVP3 Białystok                  |
| podlaskie           | RTON Łomża / Szosa Zambrowska             | 23 lipca 2013        | 22    | 482 MHz       | 5 kW         | H           | D        | TVP3 Białystok                  |
| podlaskie           | TSR Mielnik / Komin ZGK                   | 31 października 2014 | 22    | 482 MHz       | 0,005 kW     | H           | ND       | TVP3 Białystok                  |
| podlaskie           | SLR Siemiatycze / Makarki                 | 17 czerwca 2013      | 22    | 482 MHz       | 1,5 kW       | H           | D        | TVP3 Białystok                  |
| podlaskie           | RTCN Suwałki / Góra Krzemianucha          | 17 czerwca 2013      | 58    | 770 MHz       | 20 kW        | H           | ND       | TVP3 Białystok                  |
| podlaskie           | TON Turośl / ul. Jana Pawła II            | 17 czerwca 2013      | 22    | 482 MHz       | 1 kW         | H           | D        | TVP3 Białystok                  |
| pomorskie           | TSR Choczewo / Żelazno                    | 28 listopada 2012    | 22    | 482 MHz       | 0,03 kW      | H           | D        | TVP3 Gdańsk                     |
| pomorskie           | TON Człuchów / ul. Szkolna                | 20 maja 2013         | 48    | 690 MHz       | 20 kW        | H           | D        | TVP3 Gdańsk                     |
| pomorskie           | RTCN Gdańsk / Chwaszczyno                 | 27 października 2010 | 22    | 482 MHz       | 100 kW       | H           | D        | TVP3 Gdańsk                     |
| pomorskie           | RTON Gdańsk / Jaśkowa Kopa                | 25 kwietnia 2014     | 22    | 482 MHz       | 3,5 kW       | H           | D        | TVP3 Gdańsk                     |
| pomorskie           | RkCN Gdynia / Oksywie                     | 28 listopada 2012    | 22    | 482 MHz       | 8 kW         | H           | D        | TVP3 Gdańsk                     |
| pomorskie           | SLR Kartuzy / Szymbark                    | 28 listopada 2012    | 22    | 482 MHz       | 15 kW        | H           | D        | TVP3 Gdańsk                     |
| pomorskie           | RTON Lębork / Skórowo Nowe                | 20 maja 2013         | 48    | 690 MHz       | 10 kW        | H           | D        | TVP3 Gdańsk                     |
| pomorskie           | RTON Słupsk / ul. Banacha                 | 20 maja 2013         | 48    | 690 MHz       | 0,8 kW       | H           | D        | TVP3 Gdańsk                     |
| pomorskie           | TON Wejherowo / Komin Ciepłowni Nanice    | 28 listopada 2012    | 22    | 482 MHz       | 0,02 kW      | H           | D        | TVP3 Gdańsk                     |
| śląskie             | SLR Bielsko-Biała / Góra Szyndzielnia     | 25 kwietnia 2014     | 41    | 634 MHz       | 1 kW         | H           | D        | TVP3 Katowice                   |
| śląskie             | TSR Brenna / Wzgórze Jatny                | 19 marca 2013        | 41    | 634 MHz       | 0,033 kW     | H           | D        | TVP3 Katowice                   |
| śląskie             | TSR Cieszyn / ul. Mickiewicza             | 19 marca 2013        | 41    | 634 MHz       | 0,049 kW     | H           | D        | TVP3 Katowice                   |
| śląskie             | TON Częstochowa / Błeszno                 | 21 października 2011 | 41    | 634 MHz       | 3 kW         | H           | ND       | TVP3 Katowice                   |
| śląskie             | RTCN Częstochowa / Wręczyca Wielka        | 22 kwietnia 2013     | 41    | 634 MHz       | 80 kW        | H           | D        | TVP3 Katowice                   |
| śląskie             | TSR Istebna / Góra Złoty Groń             | 19 marca 2013        | 41    | 634 MHz       | 0,037 kW     | H           | D        | TVP3 Katowice                   |
| śląskie             | TSR Jeleśnia / Góra Krzyżowa              | 19 marca 2013        | 41    | 634 MHz       | 0,013 kW     | H           | D        | TVP3 Katowice                   |
| śląskie             | SLR Katowice / Bytków                     | 25 kwietnia 2014     | 41    | 634 MHz       | 8 kW         | H           | D        | TVP3 Katowice                   |
| śląskie             | RTCN Katowice / Kosztowy                  | 23 lipca 2013        | 41    | 634 MHz       | 100 kW       | H           | D        | TVP3 Katowice                   |
| śląskie             | RTCN Katowice / Kosztowy                  | 9 czerwca 2014       | 34    | 578 MHz       | 5 kW         | H           | D        | TVP3 Kraków                     |
| śląskie             | TSR Koniaków / Góra Ochodzita             | 19 marca 2013        | 41    | 634 MHz       | 0,034 kW     | H           | D        | TVP3 Katowice                   |
| śląskie             | TSR Koszarawa / Wzgórze Mendralowe        | 19 marca 2013        | 41    | 634 MHz       | 0,022 kW     | H           | D        | TVP3 Katowice                   |
| śląskie             | TSR Międzybrodzie / Góra Żar              | 22 kwietnia 2013     | 34    | 578 MHz       | 3,5 kW       | H           | D        | TVP3 Kraków                     |
| śląskie             | TSR Racibórz / ul. Cmentarna              | 19 marca 2013        | 41    | 634 MHz       | 0,026 kW     | H           | D        | TVP3 Katowice                   |
| śląskie             | TSR Rajcza / Góra Hutyrów                 | 19 marca 2013        | 41    | 634 MHz       | 0,022 kW     | H           | D        | TVP3 Katowice                   |
| śląskie             | TON Rybnik / Komin E Rybnik               | 25 kwietnia 2014     | 41    | 634 MHz       | 6 kW         | H           | D        | TVP3 Katowice                   |
| śląskie             | TSR Szczyrk / Biła                        | 19 marca 2013        | 41    | 634 MHz       | 0,01 kW      | H           | D        | TVP3 Katowice                   |
| śląskie             | TSR Szczyrk / Hotel Panorama Centrum      | 19 marca 2013        | 41    | 634 MHz       | 0,018 kW     | H           | D        | TVP3 Katowice                   |
| śląskie             | TSR Szczyrk / ul. Salmopolska             | 19 marca 2013        | 41    | 634 MHz       | 0,011 kW     | H           | D        | TVP3 Katowice                   |
| śląskie             | TSR Szczyrk / ul. Wrzosowa                | ?                    | 41    | 634 MHz       | 0,01 kW      | H           | D        | TVP3 Katowice                   |
| śląskie             | TSR Ujsoły / Góra Kubiesówka              | 19 marca 2013        | 41    | 634 MHz       | 0,018 kW     | H           | D        | TVP3 Katowice                   |
| śląskie             | TSR Ustroń / Góra Czantoria               | 19 marca 2013        | 60    | 786 MHz       | 0,025 kW     | H           | ND       | TVP3 Katowice                   |
| śląskie             | TSR Węgierska Górka / Góra Przybędza      | 19 marca 2013        | 41    | 634 MHz       | 0,032 kW     | H           | D        | TVP3 Katowice                   |
| śląskie             | TSR Wisła / Góra Kozińce                  | 19 marca 2013        | 41    | 634 MHz       | 0,076 kW     | H           | D        | TVP3 Katowice                   |
| śląskie             | RTON Wisła / Góra Skrzyczne               | 19 marca 2013        | 41    | 634 MHz       | 60 kW        | H           | D        | TVP3 Katowice                   |
| śląskie             | TON Zabrze / Komin EC Zabrze              | 25 kwietnia 2014     | 41    | 634 MHz       | 20 kW        | H           | D        | TVP3 Katowice                   |
| śląskie             | TSR Żywiec / Góra Grojec                  | 19 marca 2013        | 41    | 634 MHz       | 0,01 kW      | H           | D        | TVP3 Katowice                   |
| świętokrzyskie      | SLR Busko-Zdrój / ul. Mickiewicza         | 17 czerwca 2013      | 47    | 682 MHz       | 7 kW         | H           | ND       | TVP3 Kielce                     |
| świętokrzyskie      | TON Kielce / Komin EC                     | 17 czerwca 2013      | 47    | 682 MHz       | 9 kW         | H           | ND       | TVP3 Kielce                     |
| świętokrzyskie      | RTCN Kielce / Święty Krzyż                | 17 czerwca 2013      | 47    | 682 MHz       | 150 kW       | H           | ND       | TVP3 Kielce                     |
| świętokrzyskie      | TON Sandomierz / ul. Mokoszyńska          | 17 czerwca 2013      | 47    | 682 MHz       | 0,25 kW      | H           | ND       | TVP3 Kielce                     |
| świętokrzyskie      | TSR Starachowice / ul. Martenowska        | 17 czerwca 2013      | 47    | 682 MHz       | 0,055 kW     | H           | ND       | TVP3 Kielce                     |
| świętokrzyskie      | SLR Włoszczowa / Dobromierz               | 17 czerwca 2013      | 47    | 682 MHz       | 5 kW         | H           | ND       | TVP3 Kielce                     |
| warmińsko-mazurskie | RTON Elbląg / Jagodnik                    | 25 października 2011 | 26    | 514 MHz       | 7,5 kW       | H           | ND       | TVP3 Olsztyn                    |
| warmińsko-mazurskie | RTCN Giżycko / Miłki                      | 23 lipca 2013        | 50    | 706 MHz       | 90 kW        | H           | D        | TVP3 Olsztyn                    |
| warmińsko-mazurskie | RTON Iława / Kisielice                    | 27 października 2010 | 29    | 538 MHz       | 50 kW        | H           | ND       | TVP3 Gdańsk                     |
| warmińsko-mazurskie | RTON Iława / Kisielice                    | 25 kwietnia 2014     | 36    | 594 MHz       | 3 kW         | H           | D        | TVP3 Bydgoszcz                  |
| warmińsko-mazurskie | RTON Iława / Kisielice                    | 25 kwietnia 2014     | 26    | 514 MHz       | 35 kW        | H           | ND       | TVP3 Olsztyn                    |
| warmińsko-mazurskie | TSR Kętrzyn / ul. Łokietka                | 17 czerwca 2013      | 26    | 514 MHz       | 0,025 kW     | H           | D        | TVP3 Olsztyn                    |
| warmińsko-mazurskie | TSR Mrągowo / ul. Spacerowa               | 17 czerwca 2013      | 26    | 514 MHz       | 0,01 kW      | H           | ND       | TVP3 Olsztyn                    |
| warmińsko-mazurskie | TSR Nowe Miasto Lubawskie / Kurzętnik     | 25 kwietnia 2014     | 26    | 522 MHz       | 0,027 kW     | H           | D        | TVP3 Olsztyn                    |
| warmińsko-mazurskie | RTCN Olsztyn / Pieczewo                   | 21 października 2011 | 26    | 514 MHz       | 100 kW       | H           | ND       | TVP3 Olsztyn                    |
| wielkopolskie       | TSR Chodzież / ul. Strzelecka             | 20 maja 2013         | 31    | 554 MHz       | 0,019 kW     | H           | ND       | TVP3 Poznań                     |
| wielkopolskie       | TON Damasławek / ul. Lipowa               | 20 maja 2013         | 36    | 594 MHz       | 2 kW         | H           | D        | TVP3 Bydgoszcz                  |
| wielkopolskie       | RTCN Gołańcz / Chojna                     | 20 maja 2013         | 31    | 554 MHz       | 23 kW        | H           | D        | TVP3 Poznań                     |
| wielkopolskie       | SLR Kalisz / Chełmce                      | 20 maja 2013         | 31    | 554 MHz       | 5 kW         | H           | D        | TVP3 Poznań                     |
| wielkopolskie       | RTCN Kalisz / Mikstat                     | 20 maja 2013         | 31    | 554 MHz       | 100 kW       | H           | D        | TVP3 Poznań                     |
| wielkopolskie       | RTCN Kalisz / Mikstat                     | 25 kwietnia 2014     | 26    | 514 MHz       | 35 kW        | H           | ND       | TVP3 Łódź                       |
| wielkopolskie       | RTCN Konin / Żółwieniec                   | 20 maja 2013         | 27    | 522 MHz       | 15 kW        | H           | D        | TVP3 Poznań                     |
| wielkopolskie       | RTCN Konin / Żółwieniec                   | 20 maja 2013         | 36    | 594 MHz       | 40 kW        | H           | D        | TVP3 Bydgoszcz                  |
| wielkopolskie       | SLR Nowy Tomyśl / Bolewice                | 7 listopada 2012     | 27    | 522 MHz       | 13 kW        | H           | D        | TVP3 Poznań                     |
| wielkopolskie       | SLR Poznań / Piątkowo                     | 25 kwietnia 2014     | 27    | 522 MHz       | 20 kW        | H           | ND       | TVP3 Poznań                     |
| wielkopolskie       | RTCN Poznań / Śrem                        | 11 czerwca 2010      | 27    | 522 MHz       | 110 kW       | H           | D        | TVP3 Poznań                     |
| wielkopolskie       | TSR Wągrowiec / ul. Mickiewicza           | 28 listopada 2012    | 31    | 554 MHz       | 0,025 kW     | H           | D        | TVP3 Poznań                     |
| zachodniopomorskie  | RTCN Białogard / Sławoborze               | 20 maja 2013         | 38    | 610 MHz       | 50 kW        | H           | D        | TVP3 Szczecin                   |
| zachodniopomorskie  | RTON Gryfice / ul. Trzygłowska            | 20 maja 2013         | 38    | 610 MHz       | 0,01 kW      | H           | D        | TVP3 Szczecin                   |
| zachodniopomorskie  | RTCN Koszalin / Gołogóra                  | 20 maja 2013         | 48    | 690 MHz       | 100 kW       | H           | D        | TVP3 Gdańsk                     |
| zachodniopomorskie  | RTCN Koszalin / Gołogóra                  | 25 kwietnia 2014     | 38    | 610 MHz       | 15 kW        | H           | ND       | TVP3 Szczecin                   |
| zachodniopomorskie  | RTCN Koszalin / Góra Chełmska             | 20 maja 2013         | 38    | 610 MHz       | 3,5 kW       | H           | D        | TVP3 Szczecin                   |
| zachodniopomorskie  | TSR Łobez / ul. Podgórna                  | 20 maja 2013         | 38    | 610 MHz       | 0,01 kW      | H           | D        | TVP3 Szczecin                   |
| zachodniopomorskie  | EKSP Międzyzdroje / Góra Grzywacz         | 20 maja 2013         | 48    | 690 MHz       | 2 kW         | H           | D        | TVP3 Szczecin                   |
| zachodniopomorskie  | Rewal / Lędzin                            | ?                    | 38    | 610 MHz       | 0,1 kW       | H           | ND       | TVP3 Szczecin                   |
| zachodniopomorskie  | RTCN Szczecin / Kołowo                    | 27 października 2010 | 48    | 690 MHz       | 100 kW       | H           | D        | TVP3 Szczecin                   |
| zachodniopomorskie  | RSN Szczecin / Warszewo                   | 25 kwietnia 2014     | 48    | 690 MHz       | 14 kW        | H           | D        | TVP3 Szczecin                   |
| zachodniopomorskie  | TSR Szczecinek / Winniczna                | 20 maja 2013         | 60    | 786 MHz       | 0,017 kW     | H           | D        | TVP3 Szczecin                   |
| zachodniopomorskie  | TSR Trzebiatów / ul. Wodna                | 20 maja 2013         | 38    | 610 MHz       | 0,01 kW      | H           | D        | TVP3 Szczecin                   |
| zachodniopomorskie  | RTCN Wałcz / Rusinowo                     | 27 października 2010 | 31    | 554 MHz       | 100 kW       | H           | D        | TVP3 Poznań                     |
| zachodniopomorskie  | RTCN Wałcz / Rusinowo                     | 25 kwietnia 2014     | 33    | 570 MHz       | 25 kW        | H           | ND       | TVP3 Szczecin                   |

Legenda: H – pozioma; V – pionowa; D – kierunkowa; ND – dookólna

## Multipleks 8
Zobacz też: Ósmy multipleks naziemnej telewizji cyfrowej w Polsce
Zawartość MUX-8 jest niekodowana i składa się z następujących programów:
| Nr LCN | Nazwa programu | Logo | Data startu          | Nadawca                                            | Kraj nadawania | Język     | Napisy TXT                                  | Napisy DVB | Typ    | Godziny nadawania | Teletekst | HbbTV | Format obrazu |
| ------ | -------------- | ---- | -------------------- | -------------------------------------------------- | -------------- | --------- | ------------------------------------------- | ---------- | ------ | ----------------- | --------- | ----- | ------------- |
| 38     | Metro          |      | 2 grudnia 2016       | TVN Discovery Polska                               | Polska         | polski    | brak                                        | polskie    | ogólny | 06:00-05:58       | nie       | tak   | 16:9 SDTV     |
| 39     | Zoom TV        |      | 25 października 2016 | Kino Polska TV S.A. i SPI International Polska     | Polska         | polski    |                                             | polskie    | ogólny | 24 godziny        | nie       | tak   | 16:9 SDTV     |
| 40     | Nowa TV        |      | 9 listopada 2016     | Grupa ZPR Media S.A. i Telewizja Polsat Sp. z o.o. | Polska         | polski    | polskie, angielskie, francuskie, niemieckie | polskie    | ogólny | 24 godziny        | tak       | tak   | 16:9 SDTV     |
| 41     | WP             |      | 2 grudnia 2016       | Wirtualna Polska Holding S.A.                      | Polska         | polski    |                                             |            | ogólny | 24 godziny        | nie       | nie   | 16:9 SDTV     |
| 86     | CDA Premium    |      | 1 marca 2023         | CDA Premium                                        | Polska         |           |                                             |            |        | 24 godziny        |           | tak   |               |
| 89     | Legia TV       |      | –                    | Legia Warszawa S.A.                                | Polska         |           |                                             |            |        | 24 godziny        |           | tak   | 16:9 SDTV     |
| 95     | UA:Perszyj     |      | 20 stycznia 1965     | Nacionalna suspilna tełeradiokompanija Ukrajiny    | Ukraina        | ukraiński |                                             |            |        | 24 godziny        |           | tak   | 16:9 SDTV     |
| 96     | test5          |      |                      |                                                    |                |           |                                             |            |        |                   |           |       |               |
| 97     | test6          |      |                      |                                                    |                |           |                                             |            |        |                   |           |       |               |
| 98     | EmiRadio       |      | 2021                 | Emitel S.A.                                        | Polska         |           |                                             |            |        |                   |           | tak   |               |
| 99     | EmiTV          |      | 2018                 | Emitel S.A.                                        | Polska         |           |                                             |            |        |                   |           | tak   |               |

| Województwo         | Lokalizacja                     | Start                | Kanał | Częstotliwość | Moc     |
| ------------------- | ------------------------------- | -------------------- | ----- | ------------- | ------- |
| dolnośląskie        | Bogatynia – Góra Wysoka         | 25 października 2016 | 6     | 184,5 MHz     | 0,2 kW  |
| dolnośląskie        | Głogów – Jakubów                | 28 czerwca 2017      | 8     | 198,5 MHz     | 2 kW    |
| dolnośląskie        | Jelenia Góra – Śnieżne Kotły    | 25 października 2016 | 6     | 184,5 MHz     | 8 kW    |
| dolnośląskie        | Kłodzko – Czarna Góra           | 25 października 2016 | 6     | 184,5 MHz     | 0,5 kW  |
| dolnośląskie        | Trzebnica – Góra Farna          | 25 października 2016 | 6     | 184,5 MHz     | 2 kW    |
| dolnośląskie        | Wałbrzych – Chełmiec            | 25 października 2016 | 6     | 184,5 MHz     | 0,3 kW  |
| dolnośląskie        | Wrocław – Ślęża                 | 1 sierpnia 2016      | 6     | 184,5 MHz     | 16 kW   |
| kujawsko-pomorskie  | Bydgoszcz – Trzeciewiec         | 21 grudnia 2016      | 8     | 198,5 MHz     | 20 kW   |
| kujawsko-pomorskie  | Toruń – komin EC                | 23 czerwca 2017      | 8     | 198,5 MHz     | 15 kW   |
| kujawsko-pomorskie  | Włocławek – pl. Wolności        | 1 grudnia 2016       | 12    | 226,5 MHz     | 0,2 kW  |
| lubelskie           | Dęblin – Ryki                   | 27 października 2016 | 7     | 191,5 MHz     | 8 kW    |
| lubelskie           | Lublin – Boży Dar               | 30 marca 2017        | 12    | 226,5 MHz     | 30 kW   |
| lubelskie           | Lublin – Piaski                 | 25 października 2016 | 12    | 226,5 MHz     | 35 kW   |
| lubelskie           | Zamość – Tarnawatka             | 25 października 2016 | 12    | 226,5 MHz     | 40 kW   |
| lubuskie            | Zielona Góra – Jemiołów         | 25 października 2016 | 8     | 198,5 MHz     | 22 kW   |
| lubuskie            | Żagań – Wichów                  | 7 listopada 2016     | 8     | 198,5 MHz     | 20 kW   |
| łódzkie             | TSR Kamieńsk / Góra Kamieńsk    | ?                    | 9     | 205,5 MHz     | 5 kW    |
| łódzkie             | Łódź – Zygry                    | 1 sierpnia 2016      | 9     | 205,5 MHz     | 25 kW   |
| małopolskie         | Gorlice – Maślana Góra          | 24 kwietnia 2017     | 7     | 191,5 MHz     | 0,5 kW  |
| małopolskie         | Kraków – Chorągwica             | 1 sierpnia 2016      | 7     | 191,5 MHz     | 10 kW   |
| małopolskie         | Miechów                         | 31 marca 2017        | 7     | 191,5 MHz     | 1,5 kW  |
| małopolskie         | Rabka – Luboń Wielki            | 1 grudnia 2016       | 7     | 191,5 MHz     | 0,2 kW  |
| małopolskie         | Szczawnica – Przehyba           | 26 maja 2017         | 7     | 191,5 MHz     | 1,6 kW  |
| małopolskie         | Tarnów – Góra św. Marcina       | 21 grudnia 2016      | 7     | 191,5 MHz     | 3 kW    |
| małopolskie         | Zakopane – Gubałówka            | 31 marca 2017        | 7     | 191,5 MHz     | 0,5 kW  |
| mazowieckie         | Ciechanów – ul. Monte Cassino   | 25 października 2016 | 12    | 226,5 MHz     | 16 kW   |
| mazowieckie         | Ostrołęka – ul. Kopernika       | 25 października 2016 | 12    | 226,5 MHz     | 11 kW   |
| mazowieckie         | Płock – Rachocin                | 30 grudnia 2016      | 12    | 226,5 MHz     | 10 kW   |
| mazowieckie         | Płock – EC Radziwice            | 30 czerwca 2017      | 12    | 226,5 MHz     | 25 kW   |
| mazowieckie         | Przysucha – Kozłowiec           | 25 października 2016 | 8     | 198,5 MHz     | 15,5 kW |
| mazowieckie         | Radom – Wacyn                   | 25 października 2016 | 8     | 198,5 MHz     | 8,5 kW  |
| mazowieckie         | Siedlce – Błonie                | 28 kwietnia 2017     | 9     | 205,5 MHz     | 5 kW    |
| mazowieckie         | Siedlce – Łosice                | 25 października 2016 | 9     | 205,5 MHz     | 10 kW   |
| mazowieckie         | Skierniewice – Bartniki         | 20 grudnia 2016      | 7     | 191,5 MHz     | 1,9 kW  |
| mazowieckie         | Sokołów Podlaski – Chruszczewka | 2 grudnia 2016       | 9     | 205,5 MHz     | 7 kW    |
| mazowieckie         | Warszawa – PKiN                 | 1 sierpnia 2016      | 7     | 191,5 MHz     | 17 kW   |
| mazowieckie         | Warszawa – Raszyn               | 2017                 | 7     | 191,5 MHz     | 2 kW    |
| opolskie            | Wysoka – Góra Świętej Anny      | 1 grudnia 2016       | 6     | 184,5 MHz     | 10 kW   |
| podkarpackie        | Głobikowa                       | 19 grudnia 2016      | 6     | 184,5 MHz     | 1 kW    |
| podkarpackie        | Leżajsk – Giedlarowa            | 1 czerwca 2017       | 6     | 184,5 MHz     | 20 kW   |
| podkarpackie        | Przemyśl – Tatarska Góra        | 7 listopada 2016     | 6     | 184,5 MHz     | 8 kW    |
| podkarpackie        | Rzeszów – Sucha Góra            | 1 sierpnia 2016      | 6     | 184,5 MHz     | 18 kW   |
| podkarpackie        | Solina – Góra Jawor             | 23 grudnia 2016      | 6     | 184,5 MHz     | 1,1 kW  |
| podkarpackie        | Tarnobrzeg – Machów             | 28 kwietnia 2017     | 8     | 198,5 MHz     | 15 kW   |
| podlaskie           | Białystok – Krynice             | 31 stycznia 2017     | 8     | 198,5 MHz     | 18,5 kW |
| podlaskie           | Czyże                           | 28 kwietnia 2017     | 8     | 198,5 MHz     | 2 kW    |
| podlaskie           | Łomża – Szosa Zambrowska        | 27 października 2016 | 12    | 226,5 MHz     | 3 kW    |
| podlaskie           | Suwałki – Krzemianucha          | 25 października 2016 | 7     | 191,5 MHz     | 9,5 kW  |
| pomorskie           | Człuchów – Szkolna              | 28 czerwca 2017      | 8     | 198,5 MHz     | 2 kW    |
| pomorskie           | Gdańsk – Chwaszczyno            | 1 sierpnia 2016      | 6     | 184,5 MHz     | 20 kW   |
| pomorskie           | Kartuzy – Szymbark              | 10 listopada 2016    | 6     | 184,5 MHz     | 7 kW    |
| pomorskie           | Lębork – Skórowo Nowe           | 25 października 2016 | 6     | 184,5 MHz     | 7 kW    |
| śląskie             | Cieszyn – Mickiewicza           | 30 marca 2017        | 6     | 184,5 MHz     | 0,04 kW |
| śląskie             | Częstochowa – Wręczyca          | 27 października 2016 | 9     | 205,5 MHz     | 8 kW    |
| śląskie             | Katowice – Kosztowy             | 1 sierpnia 2016      | 6     | 184,5 MHz     | 20 kW   |
| śląskie             | Wisła – Skrzyczne               | 1 grudnia 2016       | 7     | 191,5 MHz     | 1,5 kW  |
| świętokrzyskie      | Dobromierz – Dobromierz         | 25 października 2016 | 9     | 205,5 MHz     | 4,2 kW  |
| świętokrzyskie      | Kielce – Święty Krzyż           | 25 października 2016 | 8     | 198,5 MHz     | 10 kW   |
| warmińsko-mazurskie | Elbląg – Jagodnik               | 25 października 2016 | 6     | 184,5 MHz     | 2,8 kW  |
| warmińsko-mazurskie | Giżycko – Miłki                 | 25 października 2016 | 7     | 191,5 MHz     | 2 kW    |
| warmińsko-mazurskie | Iława – Kisielice               | 28 listopada 2016    | 8     | 198,5 MHz     | 6 kW    |
| warmińsko-mazurskie | Olsztyn – Pieczewo              | 20 grudnia 2016      | 9     | 205,5 MHz     | 60 kW   |
| warmińsko-mazurskie | Zduny – Cukrownia               | 1 czerwca 2017       | 6     | 184,5 MHz     | 0,8 kW  |
| wielkopolskie       | Gniezno – Chojna                | 1 grudnia 2016       | 9     | 205,5 MHz     | 40 kW   |
| wielkopolskie       | Kalisz – Chełmce                | 25 października 2016 | 7     | 191,5 MHz     | 5 kW    |
| wielkopolskie       | Kobyla Góra                     | 23 grudnia 2016      | 8     | 198,5 MHz     | 15 kW   |
| wielkopolskie       | Konin – Żółwieniec              | 25 października 2016 | 7     | 191,5 MHz     | 14 kW   |
| wielkopolskie       | Oborniki Wlkp.                  | 24 lipca 2017        | 9     | 205,5 MHz     | 5,5 kW  |
| wielkopolskie       | Poznań – Śrem                   | 1 grudnia 2016       | 7     | 191,5 MHz     | 22 kW   |
| wielkopolskie       | Poznań – Akademia Ekonomiczna   | 28 czerwca 2017      | 9     | 205,5 MHz     | 0,5 kW  |
| zachodniopomorskie  | Białogard – Sławoborze          | 25 października 2016 | 7     | 191,5 MHz     | 25 kW   |
| zachodniopomorskie  | Międzyzdroje – Grzywacz         | 1 czerwca 2017       | 6     | 184,5 MHz     | 1,2 kW  |
| zachodniopomorskie  | Piła – Rusinowo                 | 31 marca 2017        | 9     | 205,5 MHz     | 40 kW   |
| zachodniopomorskie  | Koszalin – Gołogóra             | 25 października 2016 | 7     | 191,5 MHz     | 15 kW   |
| zachodniopomorskie  | Szczecin – Kołowo               | 25 października 2016 | 6     | 184,5 MHz     | 20 kW   |

## Multipleksy lokalne

### 1 Multipleks Lokalny
12 września 2014 roku rozpoczął nadawanie multipleks lokalny naziemnej telewizji cyfrowej, którego operatorem jest Telewizja Łużyce, a operatorem technicznym jest firma Emitel. W ramach multipleksu nadawany jest program lokalny oraz 2 programy ogólnopolskie.
Lista stacji, które znajdują się w multipleksie
| Nr LCN | Nazwa programu | Logo | Data startu          | Nadawca                     | Typ           |
| ------ | -------------- | ---- | -------------------- | --------------------------- | ------------- |
| 52     | Stars.TV       |      | 19 października 2012 | JBD S.A.                    | muzyka oldies |
| 53     | Eska TV Extra  |      | 16 czerwca 2017      | Telewizja Polsat Sp. z o.o. | muzyka pop    |

| Województwo  | Lokalizacja                | Start                | Kanał | Częstotliwość | Moc  |
| ------------ | -------------------------- | -------------------- | ----- | ------------- | ---- |
| dolnośląskie | Chojnów                    | 7 września 2015      | 38    | 610 MHz       | 1 kW |
| dolnośląskie | Jelenia Góra – Zgorzelecka | 22 października 2015 | 38    | 610 MHz       | 1 kW |
| dolnośląskie | Lubań – Nowa Karczma       | sierpnia 2016        | 38    | 610 MHz       | 2 kW |

### 2 Multipleks Lokalny
20 grudnia 2013 roku rozpoczął nadawanie multipleks lokalny w ramach naziemnej telewizji cyfrowej, którego operatorem jest Telewizja TVT Rybnik sp. z o.o. W ramach multipleksu nadawany jest program lokalny oraz 5 programów ogólnopolskich.
Lista stacji, które znajdują się w multipleksie
| Nr LCN | Nazwa programu | Logo | Data startu          | Nadawca                     | Kraj nadawania | Język              | Napisy TXT | Napisy DVB | Typ                 | Godziny nadawania | Teletekst | HbbTV | Format obrazu |
| ------ | -------------- | ---- | -------------------- | --------------------------- | -------------- | ------------------ | ---------- | ---------- | ------------------- | ----------------- | --------- | ----- | ------------- |
| 5/800  | TVN HD         |      | 28 sierpnia 2007     | TVN Discovery Polska        | Polska         | polski, oryginalny | polskie    | polskie    | ogólny              | 04:50-04:40       | tak       | tak   | 16:9 HDTV     |
| 8/801  | TVN 7 HD       |      | 4 listopada 2011     | TVN Discovery Polska        | Polska         | polski, oryginalny | polskie    | polskie    | ogólny              | 05:15-05:00       | tak       | tak   | 16:9 HDTV     |
| 21     | TVT            |      | 15 maja 2007         | Telewizja TVT Sp. z o.o.    | Polska         | polski             | brak       | brak       | śląskie             | 24 godziny        | nie       | nie   | 16:9 SDTV     |
| 52     | Stars.TV       |      | 19 października 2012 | JBD S.A.                    | Polska         | polski             | brak       | brak       | muzyka oldies       | 24 godziny        | nie       | nie   | 16:9 SDTV     |
| 53     | Eska TV Extra  |      | 16 czerwca 2017      | Telewizja Polsat Sp. z o.o. | Polska         | polski             | brak       | brak       | muzyka pop          | 24 godziny        | nie       | tak   | 16:9 SDTV     |
| 60     | TV Okazje      |      | 2 października 2017  | TVO Sp. z o.o.              | Polska         | polski             | brak       | brak       | telezakupy          | 24 godziny        | nie       | nie   | 16:9 SDTV     |
| 66     | Red Carpet     |      | 9 listopada 2002     | Edusat                      | Polska         | polski             | brak       | brak       | lifestyle, rozrywka | 24 godziny        | nie       | nie   | 16:9 SDTV     |

| Województwo | Lokalizacja                     | Start           | Kanał | Częstotliwość | Moc [kW ERP] | Polaryzacja | Kierunek | Wysokość anten |
| ----------- | ------------------------------- | --------------- | ----- | ------------- | ------------ | ----------- | -------- | -------------- |
| śląskie     | Ornotowice / Komin KWK Budryk   | 20 grudnia 2013 | 47    | 682 MHz       | 1,5 kW       | H           | ND       | 100 m n.p.t.   |
| śląskie     | Rybnik / Budynek KWK Chwałowice | 20 grudnia 2013 | 47    | 682 MHz       | 1 kW         | H           | ND       | 51 m n.p.t.    |

### 3 Multipleks Lokalny
19 grudnia 2013 roku rozpoczął nadawanie multipleks lokalny naziemnej telewizji lokalnej, którego operatorem jest MWE Networks (wcześniej był Telewizja NTL Radomsko sp.z.o.o.), a operatorem technicznym jest firma Emitel. W ramach multipleksu nadawany jest program lokalny oraz 13 programów ogólnopolskich.
Lista stacji znajdujących się w multipleksie
| Nr LCN | Nazwa programu | Logo | Data startu          | Nadawca                                      | Typ                  |
| ------ | -------------- | ---- | -------------------- | -------------------------------------------- | -------------------- |
| 23     | TVC            |      | 1 grudnia 2020       | MWE Networks                                 | regionalny (łódzkie) |
| 49     | 4fun.tv        |      | 14 lutego 2004       | 4fun Media S.A.                              | muzyka pop           |
| 52     | Stars.TV       |      | 19 października 2012 | JBD S.A.                                     | muzyka oldies        |
| 55     | Super TV       |      | 3 sierpnia 2020      | MWE Networks                                 | telezakupowy         |
| 60     | TV Okazje      |      | 2 października 2017  | TVO Sp. z o.o. & Telewizja Polsat Sp. z o.o. | telezakupowy         |
| 61     | Power TV       |      | 20 listopada 2013    | MWE Networks                                 | muzyka disco polo    |
| 62     | Nuta.TV        |      | 1 września 2015      | MWE Networks                                 | muzyka pop           |
| 63     | Home TV        |      | 31 sierpnia 2010     | MWE Networks                                 | rozrywka             |
| 64     | Gold TV        |      | 15 czerwca 2003      | MWE Networks                                 | muzyka oldies        |
| 65     | Junior Music   |      | 5 kwietnia 2019      | MWE Networks                                 | muzyka dla dzieci    |
| 66     | Red Carpet     |      | 9 listopada 2002     | Edusat                                       | lifestyle, rozrywka  |
| 67     | Biznes24       |      | 20 marca 2020        | MWE Networks & Roman Młodkowski              | biznesowy            |
| 68     | Ultra TV       |      | ?                    | MWE Networks                                 | muzyczno-rozrywkowy  |
| 69     | Filmax         |      | 1 stycznia 2021      | MWE Networks                                 | filmowo-rozrywkowy   |

| Województwo | Lokalizacja                               | Start           | Kanał | Częstotliwość | Moc [kW ERP] | Polaryzacja | Kierunek |
| ----------- | ----------------------------------------- | --------------- | ----- | ------------- | ------------ | ----------- | -------- |
| łódzkie     | TSR Kamieńsk / Góra Kamieńsk              | 19 grudnia 2013 | 36    | 594 MHz       | 1,5 kW       | H           | ND       |
| łódzkie     | TSR Komin EC-4                            | ?               | 36    | 594 MHz       | 1 kW         | H           | ND       |
| łódzkie     | TON Łódź / ul. Sienkiewicza               | 1 grudnia 2015  | 36    | 594 MHz       | 0,08 kW      | H           | ND       |
| łódzkie     | TSR Tomaszów Mazowiecki / ul. Mościckiego | 19 grudnia 2013 | 36    | 594 MHz       | 0,01 kW      | H           | ND       |
| śląskie     | TON Częstochowa / Błeszno                 | 19 grudnia 2013 | 36    | 594 MHz       | 1,45 kW      | H           | ND       |

### 4 Multipleks Lokalny
1 września 2015 roku rozpoczął nadawanie multipleks lokalny naziemnej telewizji, którego operatorem jest Telewizja Dolnośląska Echo Sp. z o.o., a od 13 maja 2018 MWE Teleport, a operatorem technicznym jest firma BCAST Sp. z o.o. W ramach multipleksu nadawany jest program lokalny oraz 7 programów ogólnopolskich.
Lista stacji znajdujących się w multipleksie
| Nr LCN | Nazwa programu | Logo | Data startu                      | Nadawca                         | Typ                  |
| ------ | -------------- | ---- | -------------------------------- | ------------------------------- | -------------------- |
| 4/162  | Polsat HD      |      | 1 września 2009                  | Telewizja Polsat Sp. z o.o.     | ogólny               |
| 5/800  | TVN HD         |      | 28 sierpnia 2007                 | TVN Discovery Polska            | ogólny               |
| 23     | TVC            |      | 1994                             | MWE Networks                    | regionalny (łódzkie) |
| 24     | Echo24         |      | 3 października 2016/2 lipca 2019 | MWE Networks                    | dolnośląskie         |
| 52     | Stars.TV       |      | 19 października 2012             | JBD S.A.                        | muzyka oldies        |
| 53     | Eska TV Extra  |      | 28 kwietnia 2014                 | Telewizja Polsat Sp. z o.o.     | muzyka pop           |
| 55     | Super TV       |      | 3 sierpnia 2020                  | MWE Networks                    | telezakupy           |
| 60     | TV Okazje      |      | 2 października 2017              | TVO Sp. z o.o.                  | telezakupy           |
| 61     | Power TV       |      | 19 listopada 2013                | MWE Networks                    | muzyczny             |
| 62     | Nuta.TV        |      | 1 września 2015                  | MWE Networks                    | muzyczny             |
| 63     | Home TV        |      | 19 grudnia 2010                  | MWE Networks                    | rozrywkowy           |
| 64     | Gold TV        |      | 15 czerwca 2003                  | MWE Networks                    | muzyka oldies        |
| 65     | Junior Music   |      | 5 kwietnia 2019                  | MWE Networks                    | muzyka dla dzieci    |
| 67     | Biznes24       |      | 20 marca 2020                    | MWE Networks & Roman Młodkowski | biznesowy            |
| 68     | Ultra TV       |      | ?                                | MWE Networks                    | muzyczno-rozrywkowy  |
| 69     | Filmax         |      | 1 stycznia 2021                  | MWE Networks                    | filmowo-rozrywkowy   |

| Województwo  | Lokalizacja                     | Start           | Kanał | Częstotliwość | Moc  |
| ------------ | ------------------------------- | --------------- | ----- | ------------- | ---- |
| dolnośląskie | Świdnica – komin MZEC           | 1 września 2015 | 27    | 522 MHz       | 2 kW |
| dolnośląskie | Wrocław – budynek Sky Tower     | 1 września 2015 | 27    | 522 MHz       | 2 kW |
| dolnośląskie | Pustków Żurawski – ul. Kolejowa | 22 lipca 2018   | 27    | 522 MHz       | 1 kW |

### 7 Multipleks Lokalny
28 września 2015 roku rozpoczął nadawanie multipleks lokalny naziemnej telewizji, którego operatorem jest TVL Sp. z o.o., a operatorem technicznym jest firma EmiTel sp. z o.o. W ramach multipleksu nadawany jest program lokalny.
Lista stacji znajdujących się w multipleksie
| Nr LCN | Nazwa programu | Logo | Data startu         | Nadawca        | Typ          |
| ------ | -------------- | ---- | ------------------- | -------------- | ------------ |
| 27     | TV Regionalna  |      | 1990                | TVL Sp. z o.o. | dolnośląskie |
| 60     | TV Okazje      |      | 2 października 2017 | TVO Sp. z o.o. | telezakupowy |

| Województwo  | Lokalizacja             | Start            | Kanał | Częstotliwość | Moc  |
| ------------ | ----------------------- | ---------------- | ----- | ------------- | ---- |
| dolnośląskie | Głogów – Jakubów        | 28 września 2015 | 43    | 650 MHz       | 1 kW |
| dolnośląskie | Lubin – ul. Przemysłowa | 28 września 2015 | 43    | 650 MHz       | 1 kW |
| dolnośląskie | Lubin – Tysiąclecia     |                  | 43    | 650 MHz       | 1 kW |

### Mutipleks lokalny LRT
| Nr LCN | Nazwa programu | Logo | Data startu                    | Nadawca | Typ    |
| ------ | -------------- | ---- | ------------------------------ | ------- | ------ |
| 100    | LRT Lituanica  |      | 23 września 2007/28 lipca 2012 | LRT     | ogólny |

| Województwo | Lokalizacja                 | Start           | Kanał | Częstotliwość | Moc    |
| ----------- | --------------------------- | --------------- | ----- | ------------- | ------ |
| podlaskie   | Suwałki – RTCN Krzemianucha | 3 sierpnia 2020 | 23    | 490 MHz       | 0,1 kW |

## Multipleks 4
Zobacz też: Czwarty multipleks naziemnej telewizji cyfrowej w Polsce
Multipleks poza planem cyfryzacji naziemnej telewizji w Polsce, działa na częstotliwościach przeznaczonych początkowo dla telewizji mobilnej w standardzie DVB-H. Zawartość tego multipleksu jest w części kodowana w systemie Irdeto 3.
Lista stacji, które znajdą się w multipleksie:

### Programy telewizyjne
| LCN | Nazwa programu              | Logo | Multipleks | Data rozpoczęcia                               | Nadawca                     | Kraj nadawania | Język  | Napisy  | Typ                        | Godziny nadawania | Teletekst | HbbTV | Format obrazu |
| --- | --------------------------- | ---- | ---------- | ---------------------------------------------- | --------------------------- | -------------- | ------ | ------- | -------------------------- | ----------------- | --------- | ----- | ------------- |
| 101 | Polsat News                 |      | MUX 4      | 7 czerwca 2008                                 | Telewizja Polsat Sp. z o.o. | Polska         | polski | polskie | informacyjny               | 24 godziny        | nie       | nie   | 16:9 SDTV     |
| 102 | TVP Seriale                 |      | MUX 4      | 6 grudnia 2008                                 | Telewizja Polska S.A.       | Polska         | polski | polskie | serialowy                  | 05:30-05:00       | tak       | nie   | 16:9 SDTV     |
| 103 | Polsat Sport                |      | MUX 4      | 11 sierpnia 2000                               | Telewizja Polsat Sp. z o.o. | Polska         | polski | brak    | sportowy                   | 06:00-03:00       | nie       | nie   | 16:9 SDTV     |
| 104 | Polsat Film                 |      | MUX 4      | 2 października 2009                            | Telewizja Polsat Sp. z o.o. | Polska         | polski | polskie | filmowy                    | 24 godziny        | tak       | nie   | 16:9 SDTV     |
| 105 | Comedy Central              |      | MUX 4      | 19 października 2006                           | Viacom Media Networks       | Polska         | polski | brak    | rozrywkowo-serialowy       | 24 godziny        | nie       | nie   | 16:9 SDTV     |
| 106 | Nickelodeon                 |      | MUX 4      | 10 lipca 2008                                  | Viacom Media Networks       | Polska         | polski | brak    | dla dzieci                 | 24 godziny        | nie       | nie   | 16:9 SDTV     |
| 107 | Kino Polska                 |      | MUX 4      | 20 grudnia 2003                                | SPI International Polska    | Polska         | polski | polskie | filmowy                    | 24 godziny        | nie       | nie   | 16:9 SDTV     |
| 108 | Polsat Sport Extra          |      | MUX 4      | 15 października 2005                           | Telewizja Polsat Sp. z o.o. | Polska         | polski | brak    | sportowy                   | 06:00-03:00       | nie       | nie   | 16:9 SDTV     |
| 109 | Polsat News Polityka        |      | MUX 4      | 10 stycznia 2024                               | Telewizja Polsat Sp. z o.o. | Polska         | polski | polskie | informacyjny, publicystyka | 24 godziny        | nie       | nie   | 16:9 HDTV     |
| 122 | Polsat Comedy Central Extra |      | MUX 4      | 30 czerwca 2002/14 stycznia 2011/03 marca 2020 | Viacom Media Networks       | Polska         | polski | brak    | serialowy                  | 24 godziny        | nie       | nie   | 16:9 SDTV     |
| 123 | Polsat Café                 |      | MUX 4      | 1 sierpnia 2004/6 października 2008            | Telewizja Polsat Sp. z o.o. | Polska         | polski | polskie | dla kobiet                 | 24 godziny        | tak       | nie   | 16:9 SDTV     |
| 124 | Polsat Play                 |      | MUX 4      | 6 października 2008                            | Telewizja Polsat Sp. z o.o. | Polska         | polski | polskie | dla mężczyzn               | 24 godziny        | tak       | nie   | 16:9 SDTV     |
| 125 | Tele 5                      |      | MUX 4      | 19 kwietnia 2002                               | Polcast Television          | Polska         | polski | brak    | ogólny                     | 24 godziny        | nie       | nie   | 16:9 SDTV     |

### Programy radiowe
| Nr LCN | Nazwa programu                | Logo                      | Multipleks | Data startu          | Nadawca                     | Kraj nadawania | Język  | Typ     | Godziny nadawania |
| ------ | ----------------------------- | ------------------------- | ---------- | -------------------- | --------------------------- | -------------- | ------ | ------- | ----------------- |
| 134    | Muzo.fm                       |                           | MUX 4      | 20 października 2014 | Telewizja Polsat S.A.       | Polska         | polski | radiowy | 24 godziny        |
| 135    | Moje Polskie Radio            |                           | MUX 4      | lipiec 2010          | Polskie Radio S.A.          | Polska         | polski | radiowy | 24 godziny        |
| 136    | RMF FM                        |                           | MUX 4      | 15 stycznia 1990     | Grupa RMF Sp. z o.o. Sp. k. | Polska         | polski | radiowy | 24 godziny        |
| 137    | RMF Maxxx                     |                           | MUX 4      | 2004                 | Grupa RMF Sp. z o.o. Sp. k. | Polska         | polski | radiowy | 24 godziny        |
| 138    | Radio Zet                     |                           | MUX 4      | 28 września 1990     | Eurozet Sp. z o.o.          | Polska         | polski | radiowy | 24 godziny        |
| 139    | Antyradio Warszawa            |                           | MUX 4      | 2005                 | Eurozet Sp. z o.o.          | Polska         | polski | radiowy | 24 godziny        |
| 140    | Radio Plus                    |                           | MUX 4      | 1992                 | Eurozet Sp. z o.o.          | Polska         | polski | radiowy | 24 godziny        |
| 141    | Radio Złote Przeboje 100,1 FM |                           | MUX 4      | 1997                 | Grupa Radiowa Agory         | Polska         | polski | radiowy | 24 godziny        |
| 142    | Tok FM                        |                           | MUX 4      | 1998                 | Grupa Radiowa Agory         | Polska         | polski | radiowy | 24 godziny        |
| 143    | Rock Radio                    |                           | MUX 4      | 31 stycznia 2014     | Grupa Radiowa Agory         | Polska         | polski | radiowy | 24 godziny        |
| 144    | Eska Rock                     | Eska Rock Gramy co chcemy | MUX 4      | 2004                 | Grupa Radiowa Time          | Polska         | polski | radiowy | 24 godziny        |
| 145    | Vox FM                        |                           | MUX 4      | 31 października 2005 | Grupa Radiowa Time          | Polska         | polski | radiowy | 24 godziny        |

    – kanał zakodowany
| Województwo         | Lokalizacja                                         | Start nadajnika      | Kanał | Częstotliwość | Moc (kW ERP) | Polaryzacja | Kierunek | Wysokość anten | Uwaga           |
| ------------------- | --------------------------------------------------- | -------------------- | ----- | ------------- | ------------ | ----------- | -------- | -------------- | --------------- |
| dolnośląskie        | SLR Legnica / ul. Piastowska                        | 4 kwietnia 2012      | 47    | 682 MHz       | 10 kW        | H           | D        | 81 m n.p.t.    | UKE: 12 kW ERP  |
| dolnośląskie        | TON Legnica / Komin Huty Miedzi                     | 4 kwietnia 2012      | 47    | 682 MHz       | 3 kW         | V           | D        | 123 m n.p.t.   | –               |
| dolnośląskie        | TSR Walim / Góra Ostra                              | ?                    | 47    | 682 MHz       | 4,7 kW       | V           | D        | 16 m n.p.t.    | –               |
| dolnośląskie        | RTON Wałbrzych / Góra Chełmiec                      | 4 kwietnia 2012      | 47    | 682 MHz       | 3 kW         | H           | D        | 53 m n.p.t.    | UKE: 11 kW ERP  |
| dolnośląskie        | TON Wrocław / Dom Studencki Kredka                  | 26 kwietnia 2012     | 42    | 642 MHz       | 5 kW         | V           | D        | 80 m n.p.t.    | –               |
| dolnośląskie        | TON Wrocław / Młyn Leśnica                          | 26 kwietnia 2012     | 42    | 642 MHz       | 2 kW         | V           | D        | 25 m n.p.t.    | –               |
| dolnośląskie        | TON Wrocław / ul. Gubińska                          | 26 kwietnia 2012     | 42    | 642 MHz       | 3 kW         | V           | ND       | 50 m n.p.t.    | –               |
| dolnośląskie        | RTON Wrocław / Żórawina                             | 26 kwietnia 2012     | 42    | 642 MHz       | 8 kW         | V           | D        | 190 m n.p.t.   | UKE: 30 kW ERP  |
| kujawsko-pomorskie  | TON Aleksandrów Kujawski / Komin Budkrusz           | 21 maja 2012         | 34    | 578 MHz       | 3 kW         | V           | D        | 53 m n.p.t.    | –               |
| kujawsko-pomorskie  | TON Aleksandrów Kujawski / Zgoda                    | ?                    | 34    | 578 MHz       | 3 kW         | H           | ND       | 70 m n.p.t.    | –               |
| kujawsko-pomorskie  | TON Bydgoszcz / Komin EC Bydgoszcz I                | 21 maja 2012         | 34    | 578 MHz       | 5 kW         | V           | D        | 102 m n.p.t.   | –               |
| kujawsko-pomorskie  | TON Bydgoszcz / Osielsko                            | 21 maja 2012         | 34    | 578 MHz       | 8 kW         | V           | ND       | 79 m n.p.t.    | –               |
| kujawsko-pomorskie  | RTCN Bydgoszcz / Trzeciewiec                        | ?                    | 34    | 578 MHz       | 100 kW       | H           | ND       | 307 m n.p.t.   | –               |
| kujawsko-pomorskie  | Dąbrowa Biskupia / Ośniszczewko                     | ?                    | 34    | 578 MHz       | 2 kW         | H           | ND       | 50 m n.p.t.    | –               |
| kujawsko-pomorskie  | TON Koronowo / Okole                                | 21 maja 2012         | 34    | 578 MHz       | 10 kW        | V           | ND       | 39 m n.p.t.    | –               |
| kujawsko-pomorskie  | TON Solec Kujawski / Komin KPEC                     | 21 maja 2012         | 34    | 578 MHz       | 5 kW         | V           | D        | 73 m n.p.t.    | –               |
| kujawsko-pomorskie  | TON Toruń / Biurowiec NFZ                           | 21 maja 2012         | 34    | 578 MHz       | 5 kW         | V           | D        | 41 m n.p.t.    | –               |
| kujawsko-pomorskie  | RTON Toruń / Komin PGE Toruń                        | ?                    | 34    | 578 MHz       | 2,5 kW       | V           | D        | 227 m n.p.t.   | UKE: 10 kW ERP  |
| kujawsko-pomorskie  | TON Włocławek / Komin MPEC                          | 4 kwietnia 2012      | 35    | 586 MHz       | 8 kW         | V           | D        | 159 m n.p.t.   | –               |
| lubelskie           | TON Lublin / Komin EC Wrotków                       | 4 kwietnia 2012      | 35    | 586 MHz       | 11,3 kW      | V           | D        | 150 m n.p.t.   | –               |
| lubelskie           | RTON Lublin / ul. Raabego                           | 4 kwietnia 2012      | 35    | 586 MHz       | 1 kW         | H           | ND       | 89 m n.p.t.    | –               |
| lubuskie            | TON Gorzów Wielkopolski / Komin b. ZM Ursus         | 14 marca 2012        | 26    | 514 MHz       | 3 kW         | V           | ND       | 128 m n.p.t.   | –               |
| lubuskie            | RON Gorzów Wielkopolski / ul. Podmiejska            | ?                    | 26    | 514 MHz       | 3,1 kW       | V           | ND       | 104 m n.p.t.   | –               |
| lubuskie            | Kłodawa / Różanki                                   | ?                    | 29    | 538 MHz       | 8 kW         | H           | ND       | 45 m n.p.t.    | –               |
| lubuskie            | Lubiszyn / Tarnów                                   | ?                    | 29    | 538 MHz       | 5 kW         | V           | ND       | 45 m n.p.t.    | –               |
| lubuskie            | Santok / Lipki Wielkie                              | ?                    | 29    | 538 MHz       | 5 kW         | V           | ND       | 45 m n.p.t.    | –               |
| lubuskie            | TON Zielona Góra / Góra Wilkanowska                 | 14 marca 2012        | 22    | 482 MHz       | 10 kW        | V           | D        | 78 m n.p.t.    | UKE: 15 kW ERP  |
| lubuskie            | RTCN Żagań / Wichów                                 | ?                    | 48    | 690 MHz       | 50 kW        | H           | ND       | 270 m n.p.t.   | –               |
| łódzkie             | TON Konstantynów Łódzki / Komin b. ZPW Konstilana   | 1 czerwca 2012       | 49    | 698 MHz       | 1,5 kW       | V           | ND       | 93 m n.p.t.    | –               |
| łódzkie             | TON Łódź / Budynek b. ZPP Feniks                    | 1 czerwca 2012       | 49    | 698 MHz       | 3 kW         | V           | ND       | 44 m n.p.t.    | –               |
| łódzkie             | TON Łódź / Komin EC-4                               | 1 czerwca 2012       | 49    | 698 MHz       | 5 kW         | V           | ND       | 175 m n.p.t.   | UKE: 88 kW ERP  |
| łódzkie             | TON Pabianice / Komin b. ŁZZ Herbapol               | 1 czerwca 2012       | 49    | 698 MHz       | 3 kW         | V           | D        | 73 m n.p.t.    | –               |
| łódzkie             | TON Zgierz / ul. Struga                             | 1 czerwca 2012       | 49    | 698 MHz       | 5 kW         | V           | D        | 41 m n.p.t.    | –               |
| małopolskie         | RTCN Kraków / Chorągwica                            | ?                    | 33    | 570 MHz       | 7,2 kW       | V           | D        | 146 m n.p.t.   | UKE: 79 kW ERP  |
| małopolskie         | TON Kraków / Kopiec Kościuszki                      | 11 października 2011 | 33    | 570 MHz       | 3 kW         | V           | ND       | 20 m n.p.t.    | –               |
| małopolskie         | TON Kraków / Wieża Ciśnień                          | 1 czerwca 2012       | 33    | 570 MHz       | 8 kW         | V           | ND       | 65 m n.p.t.    | –               |
| małopolskie         | TON Skawina / Komin NPA Skawina                     | 1 czerwca 2012       | 33    | 570 MHz       | 8 kW         | V           | D        | 120 m n.p.t.   | –               |
| małopolskie         | RTON Tarnów / Góra św. Marcina                      | 8 października 2015  | 33    | 570 MHz       | 4 kW         | H           | D        | 92 m n.p.t.    | UKE: 50 kW ERP  |
| małopolskie         | RON Tarnów / Lichwin                                | 24 września 2015     | 33    | 570 MHz       | 4 kW         | H           | ND       | 66 m n.p.t.    | –               |
| mazowieckie         | TON Karczew / Komin KPEC                            | 1 czerwca 2012       | 34    | 578 MHz       | 5 kW         | V           | D        | 178 m n.p.t.   | –               |
| mazowieckie         | TON Legionowo / Komin PEC                           | 1 czerwca 2012       | 34    | 578 MHz       | 5 kW         | V           | D        | 77 m n.p.t.    | –               |
| mazowieckie         | TON Płock / Komin b. mleczarni Mitex                | 1 czerwca 2012       | 35    | 586 MHz       | 5 kW         | V           | D        | 115 m n.p.t.   | UKE: 75 kW ERP  |
| mazowieckie         | TON Pruszków / Komin b. EC Pruszków II              | 1 czerwca 2012       | 34    | 578 MHz       | 3 kW         | V           | D        | 236 m n.p.t.   | –               |
| mazowieckie         | TON Radom / Komin Ciepłowni Południe                | 1 maja 2012          | 28    | 530 MHz       | 3 kW         | V           | D        | 86 m n.p.t.    | –               |
| mazowieckie         | TON Radom / Komin b. EC Radom                       | 2 czerwca 2020       | 28    | 530 MHz       | 5 kW         | V           | D        | 153 m n.p.t.   | –               |
| mazowieckie         | RON Radom / Wacyn                                   | 2 czerwca 2020       | 28    | 530 MHz       | 8 kW         | H           | ND       | 155 m n.p.t.   | –               |
| mazowieckie         | TON Warszawa / Dw. Autobusowy Warszawa Zachodnia    | ?                    | 34    | 578 MHz       | 1,7 kW       | V           | ND       | 31 m n.p.t.    | –               |
| mazowieckie         | TON Warszawa / Komin Ciepłowni Kawęczyn             | 1 czerwca 2012       | 34    | 578 MHz       | 2,5 kW       | V           | ND       | 297 m n.p.t.   | –               |
| mazowieckie         | RTCN Warszawa / Pałac Kultury i Nauki               | ?                    | 34    | 578 MHz       | 2,2 kW       | V           | ND       | 233 m n.p.t.   | –               |
| mazowieckie         | RTCN Warszawa / Raszyn                              | ?                    | 34    | 578 MHz       | 100 kW       | H           | ND       | 327 m n.p.t.   | –               |
| mazowieckie         | RTCN Siedlce / Łosice                               | 30 sierpnia 2021     | 50    | 706 MHz       | 50 kW        | H           | ND       | 298 m n.p.t.   | –               |
| opolskie            | TON Opole / Budynek E Opole                         | 1 maja 2012          | 43    | 650 MHz       | 2,5 kW       | V           | D        | 115 m n.p.t.   | UKE: 12 kW ERP  |
| opolskie            | TON Opole / Komin b. ZM PETERS                      | 1 maja 2012          | 43    | 650 MHz       | 2,5 kW       | V           | D        | 98 m n.p.t.    | –               |
| opolskie            | SLR Ozimek / ul. Powstańców Śląskich                | ?                    | 43    | 650 MHz       | 2,5 kW       | H           | ND       | 70 m n.p.t.    | –               |
| podkarpackie        | TON Głogów Małopolski / Przewrotne                  | ?                    | 35    | 586 MHz       | 2 kW         | V           | ND       | 38 m n.p.t.    | –               |
| podkarpackie        | TON Rzeszów / Tyczyn                                | 1 maja 2012          | 35    | 586 MHz       | 2 kW         | V           | D        | 48 m n.p.t.    | UKE: 10 kW ERP  |
| podkarpackie        | Sędziszów Małopolski / Góry                         | ?                    | 35    | 586 MHz       | 2 kW         | H           | D        | 20 m n.p.t.    | –               |
| podlaskie           | RTON Białystok / Komin Ciepłowni Zachód             | 1 czerwca 2012       | 38    | 610 MHz       | 5 kW         | V           | D        | 123 m n.p.t.   | –               |
| podlaskie           | RTCN Białystok / Krynice                            | ?                    | 38    | 610 MHz       | 100 kW       | H           | ND       | 313 m n.p.t.   | –               |
| podlaskie           | TON Wasilków / Komin FWR Biruna                     | 1 czerwca 2012       | 38    | 610 MHz       | 3 kW         | V           | ND       | 87 m n.p.t.    | –               |
| pomorskie           | RTCN Gdańsk / Chwaszczyno                           | ?                    | 25    | 506 MHz       | 40 kW        | H           | D        | 306 m n.p.t.   | UKE: 100 kW ERP |
| pomorskie           | RTON Gdańsk / Jaśkowa Kopa                          | 31 marca 2015        | 25    | 506 MHz       | 2,3 kW       | V           | ND       | 98 m n.p.t.    | –               |
| pomorskie           | TON Gdynia / Komin EC                               | ?                    | 25    | 506 MHz       | 5 kW         | V           | D        | 151 m n.p.t.   | –               |
| pomorskie           | TON Pruszcz Gdański / Komin Jazbud                  | ?                    | 25    | 506 MHz       | 3,3 kW       | V           | D        | 48 m n.p.t.    | –               |
| pomorskie           | RTON Słupsk / Bierkowo                              | 1 maja 2012          | 28    | 530 MHz       | 8 kW         | V           | D        | 130 m n.p.t.   | –               |
| pomorskie           | Trzebielino / Objezierze (UP)                       | ?                    | 40    | 626 MHz       | 3,5 kW       | H           | D        | 60 m n.p.t.    | –               |
| pomorskie           | TON Wejherowo / Komin Ciepłowni Nanice              | ?                    | 25    | 506 MHz       | 2,5 kW       | V           | ND       | 83 m n.p.t.    | UKE: 7 kW ERP   |
| śląskie             | TON Bielsko-Biała / Budynek ZIAD                    | ?                    | 24    | 498 MHz       | 2,7 kW       | V           | D        | 34 m n.p.t.    | –               |
| śląskie             | TON Bielsko-Biała / Góra Szyndzielnia               | 1 czerwca 2015       | 24    | 498 MHz       | 1 kW         | H           | D        | 23 m n.p.t.    | UKE: 4 kW ERP   |
| śląskie             | TON Bielsko-Biała / ul. Wapienna                    | ?                    | 24    | 498 MHz       | 3 kW         | V           | ND       | 34 m n.p.t.    | –               |
| śląskie             | TON Czechowice-Dziedzice / C.H. Stara Kablownia     | ?                    | 24    | 498 MHz       | 5 kW         | V           | D        | 29 m n.p.t.    | –               |
| śląskie             | RTON Częstochowa / Komin ZE ELSEN                   | 1 czerwca 2012       | 32    | 562 MHz       | 8 kW         | V           | D        | 157 m n.p.t.   | –               |
| śląskie             | RTCN Częstochowa / Wręczyca Wielka                  | ?                    | 32    | 562 MHz       | 50 kW        | H           | D        | 313 m n.p.t.   | –               |
| śląskie             | TON Dąbrowa Górnicza / Komin Koksowni Przyjaźń      | 1 czerwca 2012       | 24    | 498 MHz       | 2,9 kW       | V           | ND       | 120 m n.p.t.   | –               |
| śląskie             | SLR Katowice / Bytków                               | ?                    | 24    | 498 MHz       | 10 kW        | H           | ND       | 103 m n.p.t.   | –               |
| śląskie             | TON Katowice / Komin EC Katowice                    | 1 czerwca 2012       | 24    | 498 MHz       | 4 kW         | V           | D        | 203 m n.p.t.   | –               |
| śląskie             | RTCN Katowice / Kosztowy                            | ?                    | 24    | 498 MHz       | 10 kW        | H           | D        | 326 m n.p.t.   | UKE: 28 kW ERP  |
| śląskie             | TON Kłobuck / Komin Ciepłowni Kłobuck               | 1 czerwca 2012       | 32    | 562 MHz       | 3 kW         | V           | ND       | 36 m n.p.t.    | –               |
| śląskie             | SLR Radzionków / Szymały                            | ?                    | 24    | 498 MHz       | 5 kW         | V           | ND       | 75 m n.p.t.    | –               |
| śląskie             | TON Rybnik / Komin E Rybnik                         | 1 czerwca 2012       | 24    | 498 MHz       | 5 kW         | V           | D        | 250 m n.p.t.   | –               |
| świętokrzyskie      | TON Kielce / Komin EC                               | 1 czerwca 2012       | 28    | 530 MHz       | 5 kW         | V           | D        | 208 m n.p.t.   | UKE: 5,9 kW ERP |
| świętokrzyskie      | RTCN Kielce / Święty Krzyż                          | ?                    | 40    | 626 MHz       | 21,98 kW     | H           | D        | 100 m n.p.t.   | –               |
| świętokrzyskie      | TON Sitkówka-Nowiny / Komin b. Fabryki Tlenku Glinu | 1 czerwca 2012       | 28    | 530 MHz       | 8 kW         | V           | D        | 100 m n.p.t.   | UKE: 13 kW ERP  |
| warmińsko-mazurskie | TON Barczewo / Komin MSI                            | 1 czerwca 2012       | 23    | 490 MHz       | 3 kW         | V           | ND       | 32 m n.p.t.    | –               |
| warmińsko-mazurskie | RTON Elbląg / Jagodnik                              | ?                    | 39    | 618 MHz       | 100 kW       | V           | D        | 100 m n.p.t.   | –               |
| warmińsko-mazurskie | TON Elbląg / Góra Milejewska                        | 1 czerwca 2012       | 39    | 618 MHz       | 8 kW         | V           | D        | 56 m n.p.t.    | –               |
| warmińsko-mazurskie | TON Olsztyn / Komin MPEC                            | 1 czerwca 2012       | 44    | 658 MHz       | 10 kW        | V           | D        | 122 m n.p.t.   | –               |
| warmińsko-mazurskie | RTCN Olsztyn / Pieczewo                             | 3 maja 2020          | 23    | 490 MHz       | 0,43 kW      | H           | ND       | 345 m n.p.t.   | UKE: 50 kW ERP  |
| warmińsko-mazurskie | TON Olsztynek / Elewator Nutripol                   | 1 czerwca 2012       | 23    | 490 MHz       | 6 kW         | V           | D        | 49 m n.p.t.    | –               |
| warmińsko-mazurskie | TON Ostróda / Komin MPEC                            | ?                    | 23    | 490 MHz       | 5 kW         | V           | D        | 77 m n.p.t.    | –               |
| wielkopolskie       | TON Kalisz / Komin PPHU Alme                        | ?                    | 40    | 626 MHz       | 7 kW         | V           | ND       | 55 m n.p.t.    | –               |
| wielkopolskie       | SLR Kalisz / Chełmce                                | ?                    | 40    | 626 MHz       | 5 kW         | V           | ND       | 68 m n.p.t.    | –               |
| wielkopolskie       | TON Poznań / Komin EC Karolin                       | 1 czerwca 2012       | 28    | 530 MHz       | 10 kW        | V           | D        | 203 m n.p.t.   | –               |
| wielkopolskie       | RTON Poznań / Mosina                                | 1 czerwca 2012       | 28    | 530 MHz       | 5 kW         | V           | D        | 155 m n.p.t.   | –               |
| zachodniopomorskie  | TON Gryfino / Nowe Czarnowo                         | 1 czerwca 2012       | 30    | 546 MHz       | 5 kW         | V           | D        | 204 m n.p.t.   | –               |
| zachodniopomorskie  | RTON Koszalin / Góra Chełmska                       | 30 marca 2015        | 28    | 530 MHz       | 3,7 kW       | V           | ND       | 93 m n.p.t.    | –               |
| zachodniopomorskie  | TON Koszalin / Komin Ciepłowni FUB                  | 1 maja 2012          | 28    | 530 MHz       | 3 kW         | V           | D        | 120 m n.p.t.   | –               |
| zachodniopomorskie  | Manowo / Kliszno                                    | ?                    | 40    | 626 MHz       | 2,5 kW       | V           | D        | 40 m n.p.t.    | –               |
| zachodniopomorskie  | TON Police / Komin Zakł. Chemicznych Police         | ?                    | 30    | 546 MHz       | 5 kW         | V           | D        | 194 m n.p.t.   | –               |
| zachodniopomorskie  | RTON Stargard Szczeciński / Komin PEC               | 1 czerwca 2012       | 30    | 546 MHz       | 5 kW         | V           | D        | 94 m n.p.t.    | –               |
| zachodniopomorskie  | RTCN Szczecin / Kołowo                              | ?                    | 30    | 546 MHz       | 15 kW        | H           | ND       | 198 m n.p.t.   | UKE: 94 kW ERP  |
| zachodniopomorskie  | Świeszyno / Niedalino                               | ?                    | 40    | 626 MHz       | 2 kW         | H           | ND       | 40 m n.p.t.    | –               |

## Multipleksy testowe

### Multipleks testowy w Katowicach
| Nr LCN | Nazwa programu | Logo | Data startu         | Data pojawienia się na multipleksie | Nadawca                     | Typ          | Standard nadawania | Kompresja | Kodowanie |
| ------ | -------------- | ---- | ------------------- | ----------------------------------- | --------------------------- | ------------ | ------------------ | --------- | --------- |
| 54     | TVS HD         |      | 29 marca 2008       | 16 marca 2016                       | TVS Sp. z o.o.              | śląskie      | DVB-T              | MPEG-4    | brak      |
| 59     | TV Republika   |      | 10 kwietnia 2013    | 15 sierpnia 2016                    | Telewizja Republika S.A.    | ogólny       | DVB-T              | MPEG-4    | brak      |
| 60     | TV Okazje      |      | 2 października 2017 | 29 czerwca 2020                     | TVO Sp. z o.o.              | telezakupowy | DVB-T              | MPEG-4    | brak      |
| 161    | Radio Silesia  |      | 1 lipca 2014        | 13 sierpnia 2016                    | Radio Silesia Sp. z o.o.    | regionalny   | DVB-T              | MPEG-4    | brak      |
| 162    | Polsat HD      |      | 1 września 2009     | 31 sierpnia 2016                    | Telewizja Polsat Sp. z o.o. | ogólny       | DVB-T              | MPEG-4    | brak      |

| Województwo | Lokalizacja              | Start                                         | Kanał | Częstotliwość | Moc (kW ERP) | Polaryzacja | Kierunek | Wysokość anten |
| ----------- | ------------------------ | --------------------------------------------- | ----- | ------------- | ------------ | ----------- | -------- | -------------- |
| śląskie     | RTCN Katowice / Kosztowy | 16 marca 2016/28 kwietnia 2017/13 lutego 2020 | 42    | 642 MHz       | 0,78 kW      | H           | D        | 326 m n.p.t.   |

### Multipleks testowy w Szczecinie
| Nr LCN | Nazwa programu | Logo | Data startu          | Data pojawienia się na multipleksie | Nadawca                         | Typ                 | Standard nadawania | Kompresja | Kodowanie |
| ------ | -------------- | ---- | -------------------- | ----------------------------------- | ------------------------------- | ------------------- | ------------------ | --------- | --------- |
| 23     | TVC            |      | 1994                 | 3 paźdzeirnika 2019                 | MWE Newtorks                    | ogólny              | DVB-T              | MPEG-4    | brak      |
| 52     | Stars.TV       |      | 22 października 2012 | ?                                   | JBD S.A                         | muzyczny            | DVB-T              | MPEG-4    | brak      |
| 55     | Super TV       |      | 3 sierpnia 2020      | 3 sierpnia 2020                     | MWE Newtorks                    | telezakupy          | DVB-T              | MPEG-4    | brak      |
| 60     | TV Okazje      |      | 2 października 2017  | 20 grudnia 2019                     | TVO Sp. z o.o.                  | telezakupy          | DVB-T              | MPEG-4    | brak      |
| 61     | Power TV       |      | 19 listopada 2013    | 4 lipca 2019                        | MWE Newtorks                    | muzyczny            | DVB-T              | MPEG-4    | brak      |
| 62     | Nuta.TV        |      | 1 września 2015      | 4 lipca 2019                        | MWE Newtorks                    | muzyczny            | DVB-T              | MPEG-4    | brak      |
| 63     | Home TV        |      | 1 grudnia 2020       | 4 lipca 2019                        | MWE Newtorks                    | rozrywkowy          | DVB-T              | MPEG-4    | brak      |
| 64     | Gold TV        |      | 15 czerwca 2003      | 15 lipca 2020                       | MWE Newtorks                    | muzyka oldies       | DVB-T              | MPEG-4    | brak      |
| 65     | Junior Music   |      | 16 kwietnia 2019     | 3 września 2019                     | MWE Newtorks                    | muzyczny dla dzieci | DVB-T              | MPEG-4    | brak      |
| 67     | Biznes24       |      | 20 marca 2020        | 20 marca 2020                       | MWE Networks & Roman Młodkowski | biznesowy           | DVB-T              | MPEG-4    | brak      |
| 68     | Ultra TV       |      | 1 października 2020  | 1 października 2020                 | MWE Networks                    | rozrywkowo-muyczny  | DVB-T              | MPEG-4    | brak      |
| 69     | Filmax         |      | 1 stycznia 2021      | 9 stycznia 2021                     | MWE Networks                    | filmowo-rozrywkowy  | DVB-T              | MPEG-4    | brak      |

| Województwo        | Lokalizacja                     | Start        | Kanał | Częstotliwość | Moc (kW ERP) | Polaryzacja | Kierunek | Wysokość anten |
| ------------------ | ------------------------------- | ------------ | ----- | ------------- | ------------ | ----------- | -------- | -------------- |
| zachodniopomorskie | Szczecin / Budynek Pazim Center | 4 lipca 2019 | 39    | 638 MHz       | 1 kW         | H           | ND       | 108 m n.p.t    |

### Multipleks testowy Telewizji Polskiej DVB-T2
| Nr LCN | Nazwa programu   | Logo | Data startu                       | Data pojawienia się na multipleksie | Nadawca                | Typ                   | Standard nadawania | Kompresja | Kodowanie |           |
| ------ | ---------------- | ---- | --------------------------------- | ----------------------------------- | ---------------------- | --------------------- | ------------------ | --------- | --------- | --------- |
| 82     | TVP Kultura HD   |      | 23 października 2019              | 3 września 2020 / 11 sierpnia 2021  | Telewizja Polska S. A. | kulturalny            | DVB-T2             | HEVC      | brak      |           |
| 84     | TVP3 Warszawa HD |      | 15 lutego 2022                    | 15 lutego 2022                      | Telewizja Polska S. A. | informacje regionalne | DVB-T2             | HEVC      | brak      | 16:9 HDTV |
| 85     | TVP Rozrywka     |      | 15 kwietnia 2013                  | 3 września 2020                     | Telewizja Polska S. A. | rozrywkowy            | DVB-T2             | HEVC      | brak      | 16:9 HDTV |
| 86     | TVP Dokument HD  |      | 19 listopada 2020                 | 19 listopada 2020                   | Telewizja Polska S. A. | dokumentalny          | DVB-T2             | HEVC      | brak      |           |
| 87     | TVP Kobieta HD   |      | 8 marca 2021                      | 8 marca 2021                        | Telewizja Polska S. A. | lifestylowy           | DVB-T2             | HEVC      | brak      |           |
| 88     | TVP GO           |      | 10 listopada 2021 / 1 lutego 2022 | 10 listopada 2021 / 1 lutego 2022   | Telewizja Polska S. A. | hybrydowy (HbbTV)     | DVB-T2             | HEVC      | brak      |           |

| Województwo         | Lokalizacja                           | Start             | Kanał | Częstotliwość | Moc (kW ERP) | Polaryzacja | Kierunek | Wysokość anten | Standard nadawania |
| ------------------- | ------------------------------------- | ----------------- | ----- | ------------- | ------------ | ----------- | -------- | -------------- | ------------------ |
| dolnośląskie        | RTON Jelenia Góra / Śnieżne Kotły     | 1 maja 2021       | 37    | 602 MHz       | 100 kW       | H           | D        | 22 m n.p.t.    | DVB-T2             |
| dolnośląskie        | RTCN Wrocław / Góra Ślęża             | 1 maja 2021       | 37    | 602 MHz       | 100 kW       | H           | ND       | 125 m n.p.t    | DVB-T2             |
| dolnośląskie        | RTON Kłodzko / Czarna Góra            | 1 maja 2021       | 37    | 602 MHz       | 19,95 kW     | H           | D        | 52 m n.p.t.    | DVB-T2             |
| kujawsko-pomorskie  | RTCN Bydgoszcz Trzeciewiec            | 1 maja 2021       | 40    | 626 MHz       | 50,12 kW     | H           | ND       | 307 m n.p.t.   | DVB-T2             |
| lubelskie           | RTCN Ryki / Janiszewska               | 1 maja 2021       | 38    | 610 MHz       | 10 kW        | H           | ND       | 202 m n.p.t.   | DVB-T2             |
| lubelskie           | RTCN Lublin / Piaski                  | 1 maja 2021       | 25    | 506 MHz       | 50,12 kW     | H           | ND       | 330 m n.p.t    | DVB-T2             |
| lubelskie           | RTCN Zamość / Tarnawatka              | 1 maja 2021       | 39    | 618 MHz       | 50,12 kW     | H           | ND       | 143 m n.p.t    | DVB-T2             |
| lubuskie            | RTCN Zielona Góra / Jemiołów          | 1 maja 2021       | 38    | 610 MHz       | 30,2 kW      | H           | ND       | 305 m n.p.t.   | DVB-T2             |
| lubuskie            | RTCN Żagań / Wichów                   | 1 maja 2021       | 37    | 602MHz        | 25,12 kW     | H           | ND       | 270 m n.p.t.   | DVB-T2             |
| łódzkie             | TON Łódź / Komin EC-4                 | 1 maja 2021       | 33    | 557 MHz       | 39,81 kW     | H           | ND       | 229 m n.p.t.   | DVB-T2             |
| małopolskie         | RTCN Kraków / Chorągwica              | 3 września 2020   | 27    | 522 MHz       | 80 kW        | H           | ND       | 275 m n.p.t.   | DVB-T2             |
| małopolskie         | RTON Rabka Zdrój / Luboń Wielki       | 1 maja 2021       | 28    | 530 MHz       | 5,01 kW      | H           | D        | 42 m n.p.t.    | DVB-T2             |
| małopolskie         | RTON Zakopane / Gubałówka             | 1 maja 2021       | 28    | 530 MHz       | 10 kW        | H           | D        | 94 m n.p.t.    | DVB-T2             |
| małopolskie         | RTON Szczawnica / Przechyba           | 1 maja 2021       | 27    | 522 MHz       | 10 kW        | H           | D        | 94 m n.p.t.    | DVB-T2             |
| małopolskie         | TSR Gorlice / Maślana Góra            | 1 maja 2021       | 27    | 522 MHz       | 4,47 kW      | H           | ND       | 54 m n.p.t.    | DVB-T2             |
| małopolskie         | RTON Tarnów / Góra św. Marcina        | 1 maja 2021       | 21    | 474 MHz       | 5,01 kW      | H           | ND       | 84 m n.p.t.    | DVB-T2             |
| mazowieckie         | RTCN Warszawa / Pałac Kultury i Nauki | 18 listopada 2020 | 31    | 554 MHz       | 3 kW         | H           | ND       | 224 m n.p.t.   | DVB-T2             |
| mazowieckie         | RTCN Warszawa / Raszyn                | 1 maja 2021       | 31    | 554 MHz       | 50,12 kW     | H           | ND       | 327 m n.p.t.   | DVB-T2             |
| mazowieckie         | RTCN Siedlce / Łosice                 | 1 maja 2021       | 39    | 618 MHz       | 39,81 kW     | H           | ND       | 298 m n.p.t.   | DVB-T2             |
| mazowieckie         | TON Ciechanów / Monte Cassino         | 1 maja 2021       | 44    | 658 MHz       | 10 kW        | H           | ND       | 96 m n.p.t.    | DVB-T2             |
| mazowieckie         | RTCN Przysucha / Kozłowiec            | 1 maja 2021       | 44    | 658 MHz       | 10 kW        | H           | ND       | 195 m n.p.t    | DVB-T2             |
| mazowieckie         | RTCN Płock / Rachocin                 | 1 maja 2021       | 44    | 658 MHz       | 50,12 kW     | H           | ND       | 250 m n.p.t.   | DVB-T2             |
| mazowieckie         | RTON Ostrołęka / Ławy                 | 1 maja 2021       | 31    | 554 MHz       | 50,12 kW     | H           | ND       | 125 m n.p.t.   | DVB-T2             |
| opolskie            | Opole / Góra św. Anny                 | 1 maja 2021       | 27    | 522 MHz       | 5,01 kW      | H           | D        | 50 m n.p.t.    | DVB-T2             |
| podkarpackie        | RTCN Krosno / Sucha Góra              | 1 maja 2021       | 24    | 498 MHz       | 39,81 kW     | H           | ND       | 125 m n.p.t.   | DVB-T2             |
| podkarpackie        | Leżajsk / Gierdlarowa                 | 1 maja 2021       | 24    | 498 MHz       | 15,14 kW     | H           | ND       | 125 m n.p.t.   | DVB-T2             |
| podkarpackie        | RTCN Przemyśl / Tatarska Góra         | 1 maja 2021       | 24    | 498 MHz       | 10 kW        | H           | ND       | 81 m n.p.t.    | DVB-T2             |
| podkarpackie        | RTON Solina / Góra Jawor              | 1 maja 2021       | 24    | 498 MHz       | 10 kW        | H           | ND       | 90 m n.p.t.    | DVB-T2             |
| podlaskie           | RTCN Białystok / Krynice              | 1 maja 2021       | 35    | 586 MHz       | 10 kW        | H           | ND       | 313 m n.p.t.   | DVB-T2             |
| podlaskie           | RTCN Suwałki / Góra Krzemianucha      | 1 maja 2021       | 24    | 498 MHz       | 19,95 kW     | H           | ND       | 222 m n.p.t.   | DVB-T2             |
| pomorskie           | RTCN Gdańsk / Chwaszczyno             | 18 listopada 2020 | 44    | 658 MHz       | 100 kW       | H           | ND       | 306 m n.p.t.   | DVB-T2             |
| pomorskie           | RTON Lębork / Skórowo Nowe            | 1 maja 2021       | 24    | 498 MHz       | 10 kW        | H           | ND       | 79 m n.p.t.    | DVB-T2             |
| śląskie             | RTCN Katowice / Kosztowy              | 3 września 2020   | 27    | 522 MHz       | 30,2 kW      | H           | ND       | 350 m n.p.t.   | DVB-T2             |
| śląskie             | RTCN Częstochowa / Wręczyca           | 1 maja 2021       | 27    | 522 MHz       | 25,12 kW     | H           | D        | 313 m n.p.t.   | DVB-T2             |
| śląskie             | RTON Wisła / Góra Skrzyczne           | 1 maja 2021       | 27    | 522 MHz       | 10 kW        | H           | D        | 82 m n.p.t.    | DVB-T2             |
| świętokrzyskie      | RTCN Kielce / Święty Krzyż            | 1 maja 2021       | 44    | 658 MHz       | 25,12 kW     | H           | ND       | 133 m n.p.t.   | DVB-T2             |
| warmińsko-mazurskie | RTCN Olsztyn / Pieczewo               | 1 maja 2021       | 45    | 666 MHz       | 50,12 kW     | H           | ND       | 90 m n.p.t.    | DVB-T2             |
| warmińsko-mazurskie | RTON Elbląg / Jagodnik                | 1 maja 2021       | 44    | 658 MHz       | 10 kW        | H           | ND       | 108 m n.p.t.   | DVB-T2             |
| warmińsko-mazurskie | RTON Iława / Kisielice                | 1 maja 2021       | 44    | 658 MHz       | 10 kW        | H           | ND       | 310 m n.p.t.   | DVB-T2             |
| warmińsko-mazurskie | RTCN Giżycko / Miłki                  | 1 maja 2021       | 24    | 498 MHz       | 25,12 kW     | H           | ND       | 317 m n.p.t.   | DVB-T2             |
| wielkopolskie       | RTCN Poznań / Śrem                    | 18 listopada 2020 | 29    | 538 MHz       | 39,81 kW     | H           | ND       | 276 m n.p.t.   | DVB-T2             |
| wielkopolskie       | RTCN Konin / Żółwieniec               | 1 maja 2021       | 22    | 482 MHz       | 50,12 kW     | H           | ND       | 310 m n.p.t.   | DVB-T2             |
| wielkopolskie       | RTCN Kalisz /Mikstat                  | 1 maja 2021       | 37    | 602 MHz       | 19,95 kW     | H           | ND       | 263 m n.p.t.   | DVB-T2             |
| wielkopolskie       | RTCN Gołańcz / Chojna                 | 1 maja 2021       | 44    | 658 MHz       | 10 kW        | H           | ND       | 120 m n.p.t.   | DVB-T2             |
| zachodniopomorkie   | RTCN Szczecin / Kołowo                | 1 maja 2021       | 37    | 602 MHz       | 100 kW       | H           | D        | 258 m n.p.t.   | DVB-T2             |
| zachodniopomorkie   | RTCN Wałcz / Rusinowo                 | 1 maja 2021       | 44    | 658 MHz       | 50,12 kW     | H           | ND       | 310 m n.p.t.   | DVB-T2             |
| zachodniopomorkie   | RTCN Koszalin / Gołogóra              | 1 maja 2021       | 44    | 658 MHz       | 50,12 kW     | H           | ND       | 260 m n.p.t.   | DVB-T2             |
| zachodniopomorkie   | RTCN Białogard / Sławoborze           | 1 maja 2021       | 37    | 602MHz        | 10 kW        | H           | ND       | 200 m n.p.t.   | DVB-T2             |
| zachodniopomorkie   | Międzyzdroje / Góra Grzywacz          | 1 maja 2021       | 37    | 602MHz        | 3,98 kW      | H           | D        | 65 m n.p.t.    | DVB-T2             |

UWAGA!!! 
Emisja testowa DVB-T2 Telewizji Polskiej z obiektu RTCN Warszawa / Pałac Kultury i Nauki jest ważna do 18 marca 2021 roku, a z obiektu RTCN Kraków / Chorągwica do 20 marca 2021 roku.

### Multipleks testowy BCAST DVB-T2
| Nr LCN | Nazwa programu    | Logo | Data startu          | Data pojawienia się na multipleksie | Nadawca                     | Typ          | Standard nadawania | Kompresja | Kodowanie |
| ------ | ----------------- | ---- | -------------------- | ----------------------------------- | --------------------------- | ------------ | ------------------ | --------- | --------- |
| 4/162  | Polsat HD         |      | 1 września 2009      | 29 czerwca 2021                     | Telewizja Polsat Sp. z o.o. | ogólny       | DVB-T2             | HEVC      | brak      |
| 27     | TV Regionalna     |      | 1990                 | 3 lipca 2021                        | TVL Sp. z o.o.              | dolnośląskie | DVB-T2             | HEVC      | brak      |
| 43     | Nowa TV HD HEVC   |      | 9 listopada 2016     | ?                                   | Telewizja Polsat Sp. z o.o. | uniwersalny  | DVB-T2             | HEVC      | brak      |
| 46     | Stars. TV HD HEVC |      | 19 października 2012 | 20 listopada 2021                   | JBD S.A                     | muzyczny     | DVB-T2             | HEVC      | brak      |
| 47     | EWTN HEVC         |      | ?                    | 20 listopada 2021                   | ?                           | religijny    |                    |           |           |
| 59     | TV Republika      |      | 10 kwietnia 2013     | 29 czerwca 2021                     | Telewizja Republika S.A.    | informacyjny |                    |           |           |
| 60     | TV Okazje         |      | 2 października 2017  | 22 lipca 2021                       | TVO Sp. z o.o.              | telezakupowy |                    |           |           |

| Województwo  | Lokalizacja                 | Start           | Kanał | Częstotliwość | Moc (kW ERP) | Polaryzacja | Kierunek | Wysokość anten |
| ------------ | --------------------------- | --------------- | ----- | ------------- | ------------ | ----------- | -------- | -------------- |
| dolnośląskie | Wrocław – budynek Sky Tower | 30 czerwca 2021 | 41    | 634 MHz       | 3,02 kW      | H           | ND       | 350 m n.p.t.   |
| mazowieckie  | Warszawa – budynek WTT      | 29 czerwca 2021 | 23    | 490 MHz       | 5,01 kW      | H           | ND       | 205 m n.p.t.   |